# Liste der Straßen, Plätze und Brücken in Hamburg-Langenhorn

Lage von Langenhorn in Hamburg und im Bezirk Hamburg-Nord (hellrot)

Die Liste der Straßen, Plätze und Brücken in Hamburg-Langenhorn ist eine Übersicht der im Hamburger Stadtteil Langenhorn vorhandenen Straßen, Plätze und Brücken. Sie ist Teil der Liste der Verkehrsflächen in Hamburg.

## Überblick
In Langenhorn (Ortsteilnummer 432, Grundbuchschlüssel 420) leben 48339 Einwohner (Stand: 31. Dezember 2023) auf 13,8 km². Langenhorn liegt in den Postleitzahlenbereichen 22415, 22417 und 22419.
In Langenhorn gibt es 256 benannte Verkehrsflächen, darunter zwei Plätze und neun Brücken. Unter diesen finden sich die folgenden Motivgruppen (siehe Spalte „Anmerkungen“):
- Pflanzen im Raakmoor
- Städte im westdeutschen Industriegebiet
- Orte nördlich von Hamburg
- Historische Handwerksberufe
- Ärzte

## Flurkarten
In den Anmerkungen werden bezüglich der Langenhorner Flurnamen oft zwei Flurkarten aus den Jahren 1750 und 1804 erwähnt.
- Die Karte von 1750 wurde von Georg Ferdinand Hartmann angefertigt. Sie befindet sich im Hamburger Staatsarchiv. Eine Kopie der Karte hängt im Langenhorner Bürgerhaus, Tangstedter Landstraße 41 im ersten Stock, im Flur an der Wand. Sie kann dort während der Öffnungszeiten (Montag bis Freitag von 9 bis 21 Uhr 30) besichtigt werden.[1] Nach Georg Ferdinand Hartmann wurde am 30. Mai 1920 die Straße Hartmannsau in Langenhorn benannt.

- Die Karte von 1804 wurde von Jacob Kock angefertigt. Ein Scan einer Kopie der Karte ist unten unter Weblinks verlinkt.

## Übersicht der Straßen
Die nachfolgende Tabelle gibt eine Übersicht über alle benannten Verkehrsflächen – Straßen, Plätze und Brücken – im Stadtteil sowie einige dazugehörige Informationen. Im Einzelnen sind dies:
- Name/Lage: aktuelle Bezeichnung der Straße, des Platzes oder der Brücke. Über den Link (♁ Lage) kann die Straße, der Platz oder die Brücke auf verschiedenen Kartendiensten angezeigt werden. Die Geoposition gibt dabei ungefähr die Mitte an. Bei längeren Straßen, die durch zwei oder mehr Stadtteile führen, kann es daher sein, dass die Koordinate in einem anderen Stadtteil liegt.
- Straßenschlüssel: amtlicher Straßenschlüssel, bestehend aus einem Buchstaben (Anfangsbuchstabe der Straße, des Platzes oder der Brücke) und einer dreistelligen Nummer.
- Länge/Maße in Metern:
Hinweis: Die in der Übersicht enthaltenen Längenangaben sind nach mathematischen Regeln auf- oder abgerundete Übersichtswerte, die im Digitalen Atlas Nord[2] mit dem dortigen Maßstab ermittelt wurden. Sie dienen eher Vergleichszwecken und werden, sofern amtliche Werte bekannt sind, ausgetauscht und gesondert gekennzeichnet.
Bei Plätzen sind die Maße in der Form a × b bei rechteckigen Anlagen oder a × b × c bei dreiecksförmigen Anlagen mit a als längster Kante dargestellt.
Der Zusatz (im Stadtteil) gibt an, wie lang die Straße innerhalb des Stadtteils ist, sofern sie durch mehrere Stadtteile verläuft.
- Namensherkunft: Ursprung oder Bezug des Namens.
- Datum der Benennung: Jahr der offiziellen Benennung oder der Ersterwähnung eines Namens, bei Unsicherheiten auch die Angabe eines Zeitraums.
- Anmerkungen: Weitere Informationen bezüglich anliegender Institutionen, der Geschichte der Straße, historischer Bezeichnungen, Baudenkmale usw.
- Bild: Foto der Straße oder eines anliegenden Objektes.

| Name/Lage                        | Straßen- schlüssel | Länge/Maße (in Metern) | Namensherkunft | Datum der Benennung  | Anmerkungen | Bild            |
| -------------------------------- | ------------------ | ---------------------- | --- | -------------------- | --- | --------------- |
| Agnes-Gierck-Weg (Lage)          | A676               | 0215                   | Agnes Gierck (1886–1944), Langenhorner Widerstandskämpferin gegen den Nationalsozialismus                                                                            | 1997 (28. Februar)   | Die Straße hieß ab dem 8. Juli 1936 Tannenkoppel und ab dem 1. November 1945 Peter-Mühlens-Weg (Motivgruppe: „Ärzte“). Ausbau: 14. März 1957. Eine Teilumbenennung in Käkenkamp erfolgte am 18. Dezember 1980. Da Mühlens während der NS-Zeit Menschenversuche unternommen hatte, wurde 1997 die Straße in Agnes-Gierck-Weg umbenannt. Das Waldstück Tannekoppel lag auf der anderen Seite der Langenhorner Chaussee und wurde 1802 von dem Waldvogt Johann Ludewig Engelhard Brinckmann angelegt. 1816 und 1820 wurde es vergrößert. 1893 wurde auf dem Gelände eine Landwirtschaftliche Kolonie für Geisteskranke eröffnet, aus der später das Krankenhaus Ochsenzoll wurde. 1998 wurde das Krankenhaus ein Standort des Klinikums Nord, 2006 ein Standort der Asklepios Klinik Nord. 2013 wurden große Teile des Geländes verkauft. Die beiden dadurch neu entstandenen Wohnquartiere tragen die Namen Unter den Linden und Oxpark. |                 |
| Ahlfeld (Lage)                   | A046               | 0735                   | nach einem Flurnamen | 1914 (1. August)     | Beim Bau der Siedlung Siemershöh entstanden. In alten Urkunden und Flurkarten Ohle Haege (Flurkarte, 1750), Alter Hag oder altes Gehege dann Ahlfeld (Flurkarte, 1804) oder Ohlefeld. Ahl, niederdeutsch = sandige, unfruchtbare Schicht unterhalb der Erdoberfläche, in der auch viel Eisen steckt. Auch Ortstein oder Fuchserde. Die Ohle Haege war ein ursprünglich ein Waldgebiet. |                 |
| Am Ochsenzoll (Lage)             | A301               | 2765                   | nach einer volkstümlichen Bezeichnung der bis 1867 existierenden Zollstation, an der unter anderem über den Ochsenweg nach Hamburg getriebene Ochsen verzollt wurden | 1903 (25. November)  | Davor An der Grenze genannt, dann Weg 538. Vor 1903 aber schon Am Ochsenzoll genannt. Ausbau 1. Februar 1950. Entstanden ist der Weg im November 1773, weil am 14. Oktober 1773 der nördliche Grenzverlauf zwischen Langenhorn und dem Kanzleigut Tangstedt zugehörigen Ländereien Tangstedter Heide und Harxteheyde (Harksheide) neu festgelegt wurde. Der nördliche Kantstein bildet heute die Grenze zu Norderstedt. Am westlichen Ende der Straße auf der gegenüberliegenden Seite der Langenhorner Chaussee befand sich bis 1867 die Zollstation. Das Gebiet auf beiden Seiten der Grenze wird auch heute noch Ochsenzoll genannt. 1612 errichtete Graf Ernst zu Holstein-Schaumburg am Ochsenzoll eine Zollstation der Grafschaft Holstein-Pinneberg, an der man Zoll für Waren aller Art zahlen musste, was Christian IV., König von Dänemark und Norwegen, sowie Herzog des Herzogtum Holstein störte. Er ließ sie durch Christian von Pentz zerstören. Danach einigte man sich, dass jährlich drei Wochen lang für Ochsen, die über den Ochsenweg zur Grenze gelangten, Zoll verlangt werden dürfe. Nach dem Tod des letzten Schauenburger Otto V. wurde die Grafschaft aufgeteilt. Die Herrschaft Pinneberg und damit auch der Ochsenzoll fielen an Christian IV., der diese ins Herzogtum Holstein eingliederte. Darauf wurde bald nicht nur für die Ochsen Zoll bezahlt, sondern ganzjährig für Waren aller Art. Die Zollstation befand sich von Langenhorn aus gesehen am Anfang der Ulzburger Straße. 1840 wurde sie an die Langenhorner Chaussee verlegt. Das Zollhaus (1956 abgerissen) stand an der Langenhorner Chaussee 689, das ehemalige Wohnhaus des Zöllners steht an der Segeberger Chaussee 26. Nach dem Deutsch-Dänischen Krieg 1864 bestand das Österreichisch-preußische Kondominium in Schleswig-Holstein, 1865 wurde Holstein von Österreich verwaltet. Nach dem Deutschen Krieg von 1866 fiel Schleswig und Holstein an Preußen. 1867 entstand die preußische Provinz Schleswig-Holstein, und die Zollstation wurde an den Eppendorfer Mühlenteich in Eppendorf verlegt. Am Ochsenzoll 62 wurden zwei Stolpersteine für Bertha und Paul Oppens verlegt, die dort bis 1943 wohnten. Am Ochsenzoll 54 wohnte bis zu seinem Tode 2007 der Kunstsammler, Kunsthistoriker und Mäzen Gerhard Schack. | Bilder          |
| Am Ohlmoorgraben (Lage)          | A303               | 0695                   | nach der Lage am parallel verlaufenden Gewässer | 1956 (31. Januar)    | Der Ohlmoorgraben, einst auch Dorfbach genannt, floss vom Ohlmoor und Reckamp kommend durch den Dorfteich und vereinigte sich weiter südwestlich mit der Mooreye (heute Raakmoorgraben). Beim Bau der U-Bahnstrecke wurde er 1913 in den Einschnitt der Bahntrasse parallel zu den Schienen verlegt und mündet nun an der Flughafenstraße in den Raakmoorgraben. Der vom Ohlmoorgraben abgeschnittene Teil bildet nun den Eberhofgraben, der noch in den Dorfteich mündet. Der Schauspieler, Musiker, Komponist und Komiker Olli Dittrich zog im Alter von 7 Jahren mit seiner Familie in eine Wohnung der Häuser in der Straße Am Ohlmoorgraben, wo er weiter aufwuchs. |                 |
| Am Schulwald (Lage)              | A577               | 0590                   | nach einer volkstümlichen Bezeichnung | 1974 (10. Januar)    | Davor ab 1. August 1914 Raak, zwischen 1949 und 1953 Umbenennung zu Weg 685. Verlängerung 11. Juni 1975. Der einst an der Straße anliegenden Schulwald reichte bis zum Wördenmoorweg und wurde auf Initiative des Lehrers Kuno Schneider von der Fritz-Schumacher-Schule angelegt. Mit Schulkindern half er bei der Anpflanzung und Überwachung des jungen Baumbestandes. Am 22. März 1957 wurde der Schulwald feierlich eingeweiht. Raak meint allgemein die Rodung. | Bilder          |
| An der Baumschule (Lage)         | A392               | 0365                   | nach einer an dem östlichen Teil der Straße anliegenden Baumschule                                                                                                   | 1935 (7. April)      | Die Baumschule wurde 1926 auf den Flurstücken Wrangel Koppel und Neuen Kamp an der östlichen Seite der Straße Wrangelkoppel angelegt. | weitere Bilder  |
| Anita-Sellenschloh-Ring (Lage)   | A690               | 0835                   | Anita Sellenschloh (1911–1997), Widerstandskämpferin gegen den Nationalsozialismus und Lehrerin                                                                      | 2002 (29. Januar)    | Nach dem 2. Weltkrieg Lehrerin an zwei Langenhorner Schulen, ab 1948 Fritz-Schumacher-Schule und ab 1952 Volks- und Realschule Am Heidberg (heute Grundschule Am Heidberg) |                 |
| Annie-Kienast-Straße (Lage)      | A743               | 0145                   | Annie Kienast (1897–1984), SPD-Politikerin | 2016 (1. Mai)        | Davor ab den 10. April 1961 Konjetznystraße (Motivgruppe: „Ärzte“). Wegen Konjetznys Nähe zum Nationalsozialismus wurde die Straße 2016 in Annie-Kienast-Straße umbenannt. | Bilder          |
| Auf dem Felde (Lage)             | A499               | 0600                   | nach einem Flurnamen | 1903 (25. November)  | Davor Weg 126 und Weg 139. Vor 1903 aber schon Auf dem Felde genannt. Ausbau 26. Juli 1950 und 5. September 1960. Anfang der 50er Jahre wurde der Krohnstieg durch die fast gänzliche Umbenennung der Straße Auf dem Felde in Krohnstieg verlängert. Nur ein kleiner Teil zwischen Krohnstieg und Rittmerskamp hieß noch Auf dem Felde. Mit dem Ausbau des ursprünglichen Krohnstiegs bis zur Straße Gehlengraben 1961 wurde der umbenannte Teil wieder zurück in Auf dem Felde umbenannt und das kleine Stück, das auch noch Auf dem Felde hieß, umbenannt in Rittmerskamp. Der Flurname ist in den Flurkarten von 1750 und 1804 verzeichnet. Das Flurgebiet liegt am Verlauf der heutigen Straße. | Bilder          |
| Bärenhof (Lage)                  | B896               | 0185                   | nach dem gleichnamigen Hof an der Ecke Langenhorner Chaussee und Stockflethweg                                                                                       | 2006 (28. April)     | In dem von Gebäudemakler Ernst Römling um 1890 oder 1900 erbauten und mehrmals umgebauten neoromantischen Gebäudeensemble, das an eine kleine Burg erinnerte, wurde einst ein Bär gehalten. An einer Fassade befand sich ein Relief eines Bären mit dem Schriftzug Bärenhof darunter. Der Bärenhof befand sich auf der anderen Seite der Langenhorner Chaussee Ecke Stockflethweg bis er April 2010 abgerissen wurde. Der 10. Längengrad (Meridian) östlicher Länge (10° Ost) durchquert die Straße Bärenhof. | Bilder          |
| Bargfelder Weg (Lage)            | B059               | 0330                   | Bargfeld, Gemeindeteil von Bargfeld-Stegen im Kreis Stormarn in Schleswig-Holstein                                                                                   | 1952 (14. Juli)      | Motivgruppe: „Orte nördlich von Hamburg“. Davor Tangstedter Landstraße Nebenweg 8. |                 |
| Beckermannweg (Lage)             | B821               | 0710                   | Franz Beckermann (1903–1976), medizinischer Direktor des Krankenhauses Heidberg                                                                                      | 1981 (24. März)      | Motivgruppe: „Ärzte“. Davor Weg 457. Im Spätsommer 1945 begann Franz Beckermann mit dem Gesundheitssenator Friedrich Dettmann, des von den britischen Besatzern eingesetzten Senats, sowie dessen späteren Nachfolger Walter Schmedemann die ehemalige SS-Kaserne am Heidberg in das Krankenhaus Heidberg umzubauen. Im April 1969 trat er in den Ruhestand. |                 |
| Beim Schäferhof (Lage)           | B220               | 0580                   | nach dem ehemaligen, hier gelegenen Schäferhof | 1903 (25. November)  | Davor Weg 262. Vor 1903 aber schon Beim Schäferhof genannt. Ausbau 8. April 1914. Das Flurstück Schäferhof ist auf der Flurkarte von 1804 eingezeichnet. Die Hirtenkate darauf stand an der Ecke der Straßen Beim Schäferhof und Tannenweg. In der Kate wurde bis 1750 auch Schulunterricht gegeben. Sie wurde 1932 abgerissen. | weitere Bilder  |
| Belemannweg (Lage)               | B235               | 0110                   | Hans Belemann, 1580 erster erwähnter Schmied in Langenhorn | 1952 (3. März)       | Davor Heerbuckhoop Nebenweg 2. 1609 übernahm der Schmied Peter Titkens als Pächter die gepachtete Schmiede (Katenstelle XI) Belemanns. 1612 wurde sie erweitert. 1619 wurde er Eigentümer der Schmiede. Die Schmiede befand sich ungefähr an der Stelle der heutigen Langenhorner Chaussee 132. |                 |
| Bergmannstraße (Lage)            | B261               | 0245                   | Ernst von Bergmann (1836–1907), Chirurg | 1945 (1. November)   | Motivgruppe: „Ärzte“. Ausbau 14. Juli 1952, Teilaufhebung 29. November 1968 und 4. November 1975, weiterer Ausbau 10. Februar 1984. Der 10. Längengrad (Meridian) östlicher Länge (10° Ost) durchquert die Bergmannstraße. | Bilder          |
| Bi de Börner (Lage)              | B841               | 0120                   | nach der Bezeichnung „Börner“ für die Bewohner der Fritz-Schumacher-Siedlung                                                                                         | 1986 (8. September)  | Niederdeutsch für Bei den Börnern oder Bei dem Börner. Das Langenhorner Fließgewässer mit dem Namen oder der Bezeichnung Born, manchmal auch die Rheede genannt, ist unter anderem auf Land- oder Wanderkarten von 1859, 1866 und 1871 eingetragen. Später erhielt es den Namen Bornbach. Auf der Flurkarte von 1750 entsprang die Quelle am Weg nach Tangstedt (seit 1898 Tangstedter Landstraße) zwischen dem Hohe Lieds Barg und dem nördlicheren Bollbrügs Barg (niederdeutsch Barg = Berg), der auf der Flurkarte von 1804 den Namen Bornberg hatte. 1773 wurden beide Quellen abgebildet. Das von dem Berg südlich gelegene Moor hatte 1804 inzwischen den Namen Bornmoor erhalten. Dass Gebiete um dem Bach Born ebenfalls Born genannt wurden, kann man auch Schriften entnehmen. Die Familie Danckers hatte eine Landstelle an der Tangstedter Landstraße im Born. Im Born, an der heutigen Tangstedter Landstraße 509 bekam H. H. Bockhold 1767 eine Landstelle (heute Winkelmann'scher Hof, im November 1989 symbolisch besetzt). Gegenüber dem heutigen Heidberg Krankenhaus bekam die Familie Schwen 1769 eine Landstelle. Im Staatsarchiv ist zu lesen, dass der Familie 1843 im Born eine Wirtschaftskonzession erteilt wurde. Im Hamburger Adressbuch von 1877 wird der südliche Teil der Landstraße schon als Tangstädter Landstraße bezeichnet, jedoch die nördlicheren Adressen lauten im Born. Die nördliche Landstraße selbst wurde auch Born genannt, vom Norden herunter, dem eigentlichen Quellgebiet Born, über den Hohen Lieth-Grund, bis runter auf dem Wattkorn. Für manche ging der Born bis runter zur heutigen Tangstedter Landstraße 25, weil ab dort die Straße gepflastert war. 1903 erhielt der Bornweg seinen Namen, der in westlicher Richtung von der Tangstedter Landstraße abging (1948 umbenannt in Stockflethweg). Als die Fritz-Schumacher-Siedlung gebaut wurde, suchten die Siedler 1921 Namen für die Siedlung und die neugegründete Siedlerzeitung. Nach einem Wettbewerb entschied man sich im April für den Namen Born, einerseits weil ein Großteil des Siedlungsgebietes vorher schon so genannt wurde, andererseits weil die Siedlung eine Quelle sein sollte, aus der Siedler Gutes schöpfen. Die Siedler nannten sich nun Börner und die Zeitung bekam den Namen De Börner. Vermutlich kurz darauf schrieb der Dichter, Lyriker und Lehrer der Langenhorner Norderschule von 1922 bis 1929 Hermann Claudius sein niederdeutsches Gedicht Wi Börner! (Wir Börner!), das anfängt mit Wir sünd de Börner ut den Boorn (Wir sind die Börner aus dem Born). |                 |
| Bochumer Weg (Lage)              | B811               | 0135                   | Bochum, Stadt in Nordrhein-Westfalen | 1979 (30. August)    | Motivgruppe: „Städte im westdeutschen Industriegebiet“. | Bilder          |
| Bornbachstieg (Lage)             | B489               | 0065                   | nach der Lage am Bornbach, einem Nebenarm der Tarpenbek | 1952 (14. Juli)      | Stieg = schmaler Fußweg. |                 |
| Borner Stieg (Lage)              | B496               | 0690                   | nach der Lage am Bornbach, einem Nebenarm der Tarpenbek | 1920 (30. Mai)       | Beim Bau der Fritz-Schumacher-Siedlung entstanden. Stieg = schmaler Fußweg. Am Borner Stieg 34 wurde am 25. Oktober 2017 ein Stolperstein für Irmgard Meggers verlegt, die dort bis 1933 lebte. Der Politiker und Hamburger Gesundheitssenator Walter Schmedemann (SPD) wohnte am Borner Stieg 28. Nach ihm wurde die Walter-Schmedemann-Straße in Langenhorn benannt. | Bilder          |
| Boysheide (Lage)                 | B519               | 0155                   | Karl Boy, als erster Anbauer genannt, der Heideflächen in Langenhorn urbar machte                                                                                    | 1929 (16. Juli)      | Auch Carl Boy. Auf der Flurkarte von 1750 ist die Heyde eingetragen. Die heutige Straße Boysheide liegt auf einem kleinen Teil des Gebietes. Bis 1745 gab es 7 Hufen (I–VII) und 4 Katenstellen (VIII–XI) in Langenhorn. Ab 1745 begann das Hospital St. Jürgen (St. Jürgen, niederdeutsch für St. Georg), das der Eigentümer von Langenhorn zu der Zeit war, mit der Verpachtung von Land an neue Ansiedler. In Johann Friedrich Voigts Geschichtliche Mitteilungen über die Hamburgische Landgemeinde Langenhorn von 1909 und Karl August Schlüters Aus Langenhorns Vergangenheit von 1932 sind die Namen der neuen Ansiedler ab 1745 genannt, bei Schlüter bis 1802. Jedoch ist unter den Anbauern kein Carl oder Karl Boy dabei. In Schlüters Buch wird an anderer Stelle ein Schmied mit Namen Christopher Boy genannt, der von 1840 bis 1858 Eigentümer der Katenstelle X und der Katenstelle XI war, der Schmiede an der heutigen Langenhorner Chaussee 132. 1846 trat er die eigentliche Schmiedekate an Asmus Friedrich Pries ab. |                 |
| Boystwiete (Lage)                | B520               | 0155                   | siehe: Boysheide | 1929 (16. Juli)      | Twiete = schmaler Weg. |                 |
| Brennhauskoppel (Lage)           | B599               | 0165                   | nach einem Flurnamen | 1952 (3. April)      | Das Flurstück Brennhauskoppel ist auf der Flurkarte von 1804 eingezeichnet. Es lag zwischen der heutigen Straße Brennhauskoppel und der Vogtshufe (Hufe IV), die ein Krugrecht besaß und eine Brennerei betrieb. Die Vogtshufe befand sich von 1752 bis 1952 an der Langenhorner Chaussee 94, dann wurde sie abgerissen. Vor 1752 befand sie sich weiter südlich an der Langenhorner Chaussee, auf der gegenüberliegenden Seite der Einmündung zur Straße Beim Schäferhof. Koppel = umzäunte Weide. |                 |
| Bruno-Lauenroth-Weg (Lage)       | B833               | 0185                   | Bruno Lauenroth (1906–1971), Langenhorner SPD-Politiker und Widerstandskämpfer gegen den Nationalsozialismus                                                         | 1982 (6. Dezember)   | |                 |
| Buckhoop (Lage)                  | B671               | 0320                   | nach einem Flurnamen | 1936 (20. November)  | Das Flurstück ist auf der Flurkarte von 1804 eingezeichnet und war dort, wo die Straße Buckhoop sich befindet. Dort verläuft auch der Buckhoopgraben. Buck = Kurzform für Buckel als Name einer Bodenerhöhung. Hoop = niederdeutsch für Haufen. |                 |
| Bültenblick (Lage)               | B680               | 0290                   | nach einem Flurnamen | 1938 (5. Oktober)    | Das Flurstück ist auf den Flurkarten von 1750 und 1804 eingezeichnet, 1750 als Bülten Blück und 1804 als Bültenblick. Das Flurstück lag am südlichen Ende der heutigen Straße Bültenblick. Bülte ist ein niederdeutsches Wort für eine mit Gräsern oder Moos bewachsene Bodenerhebung in Mooren oder sumpfigem Gelände. |                 |
| Bültenmoor (Lage)                | B682               | 0145                   | nach der Geländebeschaffenheit | 1960 (1. Juli)       | Bülte ist ein niederdeutsches Wort für eine mit Gräsern oder Moos bewachsene Bodenerhebung in Mooren oder sumpfigem Gelände. |                 |
| Buurkamp (Lage)                  | B742               | 0325                   | nach dem Flurnamen Buurplaats | 1932 (18. August)    | In den Flurkarten von 1750 und 1804 ist das Flurstück Buurplaats nicht eingezeichnet, jedoch 1804 das Flurstück Bauerplatz, etwa dort wo die heutigen Straßen Buurkamp, Buurredder und Buurstieg sind. Buur, niederdeutsch = Bauer. Kamp = Acker, Weide. Lat.: Campus = Feld. Der 10. Längengrad (Meridian) östlicher Länge (10° Ost) durchquert die Straße Buurkamp. |                 |
| Buurredder (Lage)                | B743               | 0360                   | siehe Buurkamp | 1952 (8. Juli)       | Redder = Weg, der beidseitig von einer Hecke oder einem Knick begrenzt wird. |                 |
| Buurstieg (Lage)                 | B744               | 0060                   | siehe Buurkamp | 1950 (30. Januar)    | Stieg = schmaler Fußweg. |                 |
| Cordesweg (Lage)                 | C050               | 0415                   | nach der alteingesessenen Hufnerfamilie Cordes | 1932 (18. August)    | Davor Weg 144. Der namenlose Weg ist auf der Flurkarte von 1804 schon eingezeichnet. Ab den 1590er Jahren sind unter anderem die Namen der Hufner erfasst. Mitglieder der Familie Cordes waren jeweils zeitweise Eigentümer der Hufe I, 1852 abgerissen und an der Ecke Rodenkampsweg und Scharnskamp wieder aufgebaut, dann 1920 abgerissen, (1602–1672, 1694–1772), Hufe II, Sommer 1930 abgebrannt, (1762–1764, 1780–1825, (1825–1837 Lambrecht, Ehemann der Cordes-Witwe), 1837–1875), Hufe VI, 1901 abgebrannt, (1702–1887), Katenstelle VIII (ab 1816 mit Schankkonzession), 1966 abgerissen, (1740–1849). Das Gehöft an der Langenhorner Chaussee 171 wurde 1764 etmals erwähnt, als der Eigentümer Hein Cordes es im öffentlichen Zwangsverkauf veräußern musste. Es wurde vorher wahrscheinlich von der Hufe VI abgetrennt. Die 1798 von Peter Cordes erworbene Anbauerstelle wurde in den 1880er Jahren von einem Nachkommen an den Gebäudemakler Emil Römling verkauft, der das Haus (erbaut 1798) mit einem Glockenturm, einem Relief und einen neuen Namen versah, Eber-Hof (August 1954 abgerissen). Von 1857 bis 1860 war Joachim Cordes Vogt. | weitere Bilder  |
| Dankerskamp (Lage)               | D036               | 0270                   | nach einem Flurnamen und der Bauernfamilie Dankers | 1932 (18. August)    | Auch Danckers. Das Flurstück ist auf der Flurkarte von 1750 eingetragen, aber noch nicht bezeichnet. Auf der Flurkarte von 1804 hat das Flurstück den Namen Dankerskamp erhalten und war etwa dort, wo die heutige Straße Dankerskamp sich befindet. 1745 erhielt der Rademacher H. Dancker das Flurstück für den Ackerbau. Seine Kate stand jedoch am späteren Rodenkampsweg und ist später von seinem Nachbarn, den Hufner Cordes angekauft worden. Später hatte die Familie Danckers eine Landstelle an der späteren Tangstedter Landstraße im Born. Kamp = Acker, Weide. Lat.: Campus = Feld. Der 10. Längengrad (Meridian) östlicher Länge (10° Ost) durchquert die Straße Dankerskamp. |                 |
| Dieckmühlenweg (Lage)            | D091               | 0165                   | nach einer alten Wassermühle, von der um 1850 Reste ausgegraben wurden                                                                                               | 1937 (20. Mai)       | Teilaufhebung: 27. September 1968, Verlängerung: 24. April 1969. Diek, niederdeutsch für Teich oder Deich. Teichmühlenweg. Um 1850 hatte man auf dem Flurstück Schlüs Wisch Stücke von Mühlensteinen, „eine ganze Menge“ angebrannter eichener Balken und Bohlenreste ausgegraben. Durch die Bedeutungen der Flurnamen, 1750, Möhlen Camp (Mühlenkamp), Schlüs Camp, Schlüs Wisch, Dieck Camp, Dieck Wisch und 1804 Schleusenkamp, Dieckkamp, Dieckwiesen, hinter den Dieckwiesen sowie Ohlendieck, geht man davon aus, dass der Born bzw. Bornbach in dem Gebiet zu einem Teich angestaut war, um die Wassermühle zu betreiben. Die Wassermühle ist in keiner alten Urkunde erwähnt, was sie bei ihrer wirtschaftlichen Wichtigkeit eigentlich müsste. Deshalb wird angenommen, dass es sie 1283 schon nicht mehr gab. 1283 waren zudem die Langenhorner bereits Zwangsmahlgäste der Wassermühle in Fuhlsbüttel. |                 |
| Diekmoorweg (Lage)               | D098               | 0680                   | nach dem in der Nähe gewesenen Diekmoor | 1964 (21. September) | Diek, niederdeutsch für Teich oder Deich. Als Dieck Moor in den Flurkarten von 1750 und 1804 eingezeichnet. Das Diekmoor lag etwas südlicher als die heutige Straße, hinter den Dieckwischen auf der gegenüberliegenden Seite des Bornbachs, in den der Diekmoorgraben mündet. Am Diekmoorweg 7 wohnte die Politikerin und das Bürgerschaftsmitglied Annie Kienast (SPD). Ihre Schwester Elisabeth (SPD) am Diekmoorweg 8. Nach Anni Kienast wurde die Annie-Kienast-Straße in Langenhorn benannt. | Bilder          |
| Diekwisch (Lage)                 | D101               | 0205                   | nach einem Flurnamen | 1964 (21. September) | Diek, niederdeutsch für Teich oder Deich. Wisch niederdeutsch = Wiese. In den Flurkarten 1750 als Dieck Wisch(en) und 1804 als Dieckwiesen eingezeichnet. Die Diekwischen lagen etwas südlicher als die heutige Straße, 1750 hinter dem Bornbach und 1804 teilweise auch davor. |                 |
| Dobenplatz (Lage)                | D120               | 0110 × 35              | in Anlehnung an den Flurnamen Dobenstück | 1914 (1. August)     | Beim Bau der Siedlung Siemershöh entstanden. Dobbe ist ein mit Gras oder Schilf bewachsener Sumpf. |                 |
| Dobenstück (Lage)                | D121               | 0280                   | nach einem Flurnamen | 1914 (1. August)     | Beim Bau der Siedlung Siemershöh entstanden. Das Flurstück ist in Flurkarten 1750 als Doben Stück und 1804 als Dovenstück eingezeichnet. Dobbe ist ein mit Gras oder Schilf bewachsener Sumpf. |                 |
| Dortmunder Straße (Lage)         | D266               | 0505                   | Dortmund, Stadt in Nordrhein-Westfalen | 1979 (30. August)    | Motivgruppe: „Städte im westdeutschen Industriegebiet“. Eine Dortmunder Straße gab es seit dem 14. Juli 1952 schon in Langenhorn. Sie war anfangs nur eine kurze Straße, die dann aber verlängert wurde. Am 28. März 1979 wurde sie aufgelöst, weil der Verlauf des Großteils der Straße geändert wurde. Der nördlichste Teil der alten Dortmunder Straße mündete in die Essener Straße. Der nördlichste Teil der neuen Dortmunder Straße liegt an derselben Stelle und mündet auch an derselben Stelle in die Essener Straße, während der südliche Teil nun, etwas südwestlicher, ebenfalls in die Essene Straße mündet. | Bilder          |
| Dreyerpfad (Lage)                | D191               | 0395                   | nach der alteingesessenen Bauernfamilie Dreyer | 1932 (18. August)    | Ausbau: 25. Januar 1960. Die Familie Dreyer war von 1655 bis 1740 Eigentümer der Katenstelle VIII (1966 abgerissen) und von 1736 bis 1762 sowie 1772 bis 1774 Eigentümer der Katenstelle IX (am 5. Januar 2017 abgebrannt). An der Langenhorner Chaussee 212 Ecke Krohnstieg stand seit 1769 eine Kate, die später A. L. Dreyer erwarb. Seine Nachkommen hatten dort eine Gärtnerei. Das Gebäude wurde 1965 abgerissen, doch die Zugangstreppenstufen zu dem Haus sind immer noch da. Während der Franzosenzeit fiel ein bewaffneter, französischer Reiter ein um Hilfe schreiendes Mädchen an und wollte es in das Ohlmoor verschleppen. Der Bauer Peter Dreyer eilte ihr zu Hilfe und erschlug den Franzosen mit einem Beil, bevor dieser ihn erschießen konnte. 1932 gab es noch das Franzosengrab. Wenn es heute noch existiert, wird es wohl schwer zu finden sein. Hein Dreyer (1775–1802), der Sohn des Schulhalters in Eidelstedt Hans-Joachim Dreyer, war von 1800 bis zu seinem Tode 1802 Lehrer der Langenhorner Schule. 1802 wurde sein Bruder Hinrich Dreyer (1779–1846), ebenfalls aus Eidelstedt, Lehrer in Langenhorn. Er war dies bis 1841 und starb 1846. Am Dreyerpfad 19 hat seit 1996 der Maler Meinhard Raschke sein Atelier und Malereibetrieb. Seine Frau, die Künstlerin Gerda Maria Raschke lebt und arbeitet dort ebenfalls. |                 |
| Duisburger Straße (Lage)         | D267               | 0420                   | Duisburg, Stadt in Nordrhein-Westfalen | 1979 (3. Dezember)   | Motivgruppe: „Städte im westdeutschen Industriegebiet“. Eine Duisburger Straße gab es ab dem 14. Juli 1952 in Langenhorn schon. Davor hieß sie Weg 18. Am 5. April 1979 wurde aufgelöst und in der Nähe, an anderer Stelle neu gebaut. | Bilder          |
| Eberhofstieg (Lage)              | E005               | 0285                   | siehe Eberhofweg | 1934 (15. Dezember)  | Stieg = schmaler Fußweg. | Bilder          |
| Eberhofweg (Lage)                | E006               | 0790                   | nach dem gleichnamigen Hof | 1903 (25. November)  | Davor Weg 327. Vor 1903 aber schon Eberhofweg genannt. Am 20. November 1962 wurde ein Teilstück in Timmstieg und Timmweg umbenannt und ein Teilstück aufgelöst, weil der Langenhorner Markt gebaut und der Krohnstieg erweitert wurde. Danach erfolgte eine Verlängerung des Eberhofweg zum Reekamp. Die 1798 von Peter Cordes erworbene Anbauerstelle wurde in den 1880er Jahren von einem Nachkommen an den Gebäudemakler Emil Römling verkauft, der das Haus (erbaut 1798) mit einem Glockenturm, einem Relief und einen neuen Namen versah, Eber-Hof. Römling hatte dor neben der Einfahrt eine Kanone aus dem Jahre 1800 stehen, die er zuweilen zu Silvester lud und abfeuerte. Das Relief zeigt ein sitzenden Eber und eine stehende Sau und trägt den Schriftzug Eber-Hof. Das Haus am Eberhofweg 65 wurde August 1954 abgerissen. Das Relief wurde gerettet und mit einer Erklärungstafel Oktober 2015 am Ende der Zufahrt vom Eberhofweg zum Langenhorner Markt aufgestellt. Die alte Eiche an der vorderen linken Ecke des Grundstücks Eberhofweg 65 soll einer der zwei ältesten Bäumen in Langenhorn sein. Der zweite Baum steht auf dem Grundstück links daneben und steht etwas weiter zurück. In der Schule am Eberthofweg 63 unterrichtete Loki Schmidt ab 1962 eine Zeit lang. | weitere Bilder  |
| Eekboomkoppel (Lage)             | E031               | 0625                   | nach der Bepflanzung um einer Koppel | 1949 (26. Februar)   | Davor Teilstück vom Rittmerskamp. Ausbau: 30. Januar 1950. Eekboom, niederdeutsch für Eichenbaum. Koppel = umzäunte Weide. Der 10. Längengrad (Meridian) östlicher Länge (10° Ost) durchquert die Straße Eeekboomkoppel. | Bilder          |
| Eichenkamp (Lage)                | E060               | 0180                   | nach der Bepflanzung um einem Feld. | 1933 (30. April)     | Kamp = Acker, Weide. Lat.: Campus = Feld. | Bilder          |
| Eichenknick (Lage)               | E283               | 0085                   | nach der Bepflanzung eines Knicks | 1976 (12. Juli)      | |                 |
| Enderskehre (Lage)               | E182               | 0080                   | Johann Enders (1855–1928), Landwirt und Imker in Langenhorn | 1956 (1. Dezember)   | Johann Enders erwarb 1895 Land zwischen der Fritz-Schumacher-Allee und der Tangstedter Landstraße. Beim Bau der Fritz-Schumacher-Siedlung musste er den größten Teil des Landes abgeben. Sein Sohn Albert führte den Betrieb weiter. Ende der 50er Jahre wurde das Gebäude abgerissen. Es befand sich an der Tangstedter Landstraße 156. |                 |
| Erich-Plate-Weg (Lage)           | E203               | 0170                   | Erich Plate (1861–1935), Oberarzt am Allgemeinen Krankenhaus Barmbek                                                                                                 | 1945 (1. November)   | Ausbau: 27. Juni 1960. Motivgruppe: „Ärzte“. Der 10. Längengrad (Meridian) östlicher Länge (10° Ost) durchquert den Erich-Plate-Weg. |                 |
| Ermlandweg (Lage)                | E214               | 0640                   | Ermland, polnische, ehemals deutsche Region | 1953 (4. Dezember)   | Davor Krohnstieg Nebenweg 3. Ausbau: 31. Januar 1956. Benannt der ostpreußischen Heimat vieler Heimatvertriebenen, die infolge des Zweiten Weltkrieges sich im geschrumpften Deutschland eine neue Bleibe suchen mussten. Nicht wenige fanden in Langenhorn eine zweite Heimat. | weitere Bilder  |
| Essener Bogen (Lage)             | E340               | 0515                   | in Anlehnung an die Essener Straße | 2003 (4. Dezember)   | Motivgruppe: „Städte im westdeutschen Industriegebiet“. | Bilder          |
| Essener Straße (Lage)            | E248               | 1445                   | Essen, Stadt in Nordrhein-Westfalen | 1952 (8. Juli)       | Davor Weg 4. Motivgruppe: „Städte im westdeutschen Industriegebiet“. An der Essener Straße 54 wurden am 27. Juni 2018 fünfzig Stolpersteine verlegt, die an 49 gestorbene Kinder der Zwangsarbeiterinnen des KZ-Außenlagers Hamburg-Langenhorn erinnern. Der 10. Längengrad (Meridian) östlicher Länge (10° Ost) durchquert die Essener Straße. | Bilder          |
| Fassbinderweg (Lage)             | F352               | 0220                   | nach dem Handwerksberuf Fassbinder | 2010 (19. Oktober)   | Davor seit mindestens 1898 namenlose Straße im Krankenhaus Ochsenzoll. Motivgruppe: „Historische Handwerksberufe“. | Bilder          |
| Fehnweg (Lage)                   | F053               | 0400                   | nach der Geländebeschaffenheit | 1960 (17. Mai)       | Fehn, niederdeutsch für Moor. |                 |
| Feilenhauerweg (Lage)            | F353               | 0180                   | nach dem Handwerksberuf Feilenhauer | 2010 (19. Oktober)   | Davor seit mindestens 1898 namenlose Straße im Krankenhaus Ochsenzoll. Motivgruppe: „Historische Handwerksberufe“. | Bilder          |
| Fibigerstraße (Lage)             | F102               | 1675                   | Johannes Fibiger (1867–1928), dänischer Pathologe | 1948 (26. Januar)    | Motivgruppe: „Ärzte“. Davor Weg 472 und ab dem 25. November 1903 Am Fossberg, dann von 1941 bis 1947 Baltikumstraße. In den Flurkarten von 1750 ist der Voß Barg und 1804 der Foßberg sowie das Foßbergermoor eingezeichnet. Voß oder Foß, niederdeutsch für Fuchs. Barg, niederdeutsch für Berg. An der Fibigerstraße 83 wohnte von 1938 bis zu seinem 1974 der Bildhauer Carl Schümann. | Bilder          |
| Flughafenstraße (Lage)           | F163               | 0890 (im Stadtteil)    | zum Flughafen führende Straße | 1948 (26. Januar)    | Ausbau: 8. Juli 1952, Verlängerung durch Umbenennung des Weg 154. Später wieder verlängert. Südlich der Zeppelinstraße in Fuhlsbüttel, östlich des Raakmoorgrabens in Hummelsbüttel. | weitere Bilder  |
| Foorthkamp (Lage)                | F183               | 1005                   | nach einem Flurnamen | 1937 (20. Mai)       | Davor Weg 401. Ausbau: 17. März 1950 und 4. Dezember 1953. Auf der Flurkarte von 1804 ist das Flurstück Forthkamp eingezeichnet, das auf der Flurkarte von 1750 noch Dieck Camp hieß. Forth oder Foorth = Furt (durch den Bornbach). Kamp = Acker, Weide. Lat.: Campus = Feld. | weitere Bilder  |
| Foßberger Moor (Lage)            | F194               | 0440                   | nach einem Flurnamen | 1933 (30. April)     | In den Flurkarten von 1750 ist der Voß Barg und 1804 der Foßberg sowie das Foßbergermoor eingezeichnet. Voß oder Foß, niederdeutsch für Fuchs. Barg, niederdeutsch für Berg. |                 |
| Fritz-Schumacher-Allee (Lage)    | F249               | 1710                   | Fritz Schumacher (1869–1947), Architekt und Stadtplaner | 1920 (30. Mai)       | Beim Bau der von ihm entworfenen Fritz-Schumacher-Siedlung entstanden. Ausbau der Straße: 14. Juli 1952, dabei Umbenennung Weg 597 in Fritz-Schumacher-Allee. Teilaufhebung am 26. Juni 1972 und 4. August 1976. 1919 bis 1920 entstand auch die von ihm entworfene Pavillonschule, der Vorgängerbau der von ihm entworfenen und 1931 errichteten Fritz-Schumacher-Schule. An der Fritz-Schumacher-Allee 33 wurde ein Stolperstein für Arthur Koß verlegt, der dort bis 1933 lebte. An der Fritz-Schumacher-Allee 63 wohnte der Maler und Zeichner Paul Buddy (1922–1990). | Bilder          |
| Fritz-Solmitz-Weg (Lage)         | F333               | 0495                   | Fritz Solmitz (1893–1933), SPD-Politiker, Opfer des Nationalsozialismus                                                                                              | 1987 (15. Dezember)  | |                 |
| Gagelstrauchweg (Lage)           | G445               | 0025                   | nach der gleichnamigen Pflanzenart Gagelstrauch | 2002 (29. Januar)    | Motivgruppe: „Pflanzen im Raakmoor“. |                 |
| Gehlengraben (Lage)              | G039               | 0925                   | nach einem Flurnamen | 1914 (1. August)     | Ausgebaut 7. November 1953. 20. Juni 1975 Verlängerung durch Teilumbenennung der Straße Kortenkamp. In den Flurkarten von 1750 sind die Flurstücke Groten Gehlen Graben, Kleine Gehlen Graben sowie Gehlen Graben und 1804 Gehlengraben sowie kleiner Gehlengraben eingezeichnet. Gel, Gehl oder Gähl kann man als Sumpf deuten. Wenn aber möglicherweise der vom Ohlmoor gekommene Wasserlauf, wenn nicht ein anderer Wasserlauf gemeint ist, eine gelbliche Färbung hatte, könnte auch vielleicht das niederdeutsche Geel oder Gehl für Gelb gestanden haben. Zuviel Eisen im Wasser eines Wassergrabens färbt das Wasser gelb. Das Wasser vermischte sich mit dem vom Reckkamp kommenden Wasser, floss als Dorfbach in den Dorfteich und vereinigte sich weiter südwestlich mit der Mooreye (heute Raakmoorgraben). Später wurde der Dorfbach Ohlmoorgraben genannt. Beim Bau der Bahnstrecke 1913 wurde er in den Einschnitt der Bahntrasse parallel zu den Schienen verlegt und mündet nun an der Flughafenstraße in den Raakmoorgraben. Die Straße Gehlengraben ist ein Teilstück des Ring 3. | Bilder          |
| Georg-Clasen-Weg (Lage)          | G446               | 0535                   | Georg Clasen (1881–1968), Langenhorner Lehrer, Schulleiter und Schulreformer                                                                                         | 1985 (22. November)  | Davor ein Teil vom Weg 314. Georg Clasen war 1920 einer der ersten Lehrer der Siedlungsschule der Fritz-Schumacher-Siedlung. Der Pavillonbau der Siedlungsschule wurde 1931 durch das Gebäude der Fritz-Schumacher-Schule, an der er auch Lehrer war, ersetzt. Von März 1933 bis Juli 1933 war er zudem der Schulleiter der Schule, doch dann wurde die Selbstverwaltung der Schule durch die Nationalsozialisten aufgelöst. Clasen saß zudem im Bildungsausschuss und war Leiter der Gaustelle für Schulfeste und -feiern, Schulbühne und Laienspiel sowie Schriftleiter der Siedlungszeitschrift De Börner. 1947 wurde sein Buch Die Hamburger Staatssiedlung Langenhorn und ihre Schule. Die Geschichte einer Siedlung zwischen den Kriegen vom Verlag Gesellschaft der Freunde des vaterländischen Schul- und Erziehungswesens in Hamburg veröffentlicht. |                 |
| Götkensweg (Lage)                | G144               | 0505                   | Andreas Götkens († 1750), erster namentlich bekannter Schulmeister in Langenhorn                                                                                     | 1952 (3. April)      | Davor ab 1938 namenlose Straße zu den Häusern mit Offizierswohnungen, die zur SS-Kaserne Langenhorn gehörten. Ab Spätsommer 1945 wurde die Kaserne zum Heidberg-Krankenhaus umfunktioniert. Im Taufbuch der St. Johannis-Kirche in Eppendorf ist erstmals 1639 ein Schulmeister aus Langenhorn erwähnt, der sein Sohn Jochim taufen ließ. Da anfangs in Kirchenbüchern nur die Namen von Voll- und Halbbauern erfasst wurden, sind nur die Namen der Taufpaten bekannt. Am 9. August 1697 aber wird der Schulmeister Andreas Götkens aus Langenhorn genannt, der seine Tochter taufen ließ. Götkens war bis zu seinem Tode 1750 Schulmeister in Langenhorn und unterrichtete in einer Hirtenkate, die er sich mit einem Kuhhirten teilen musste. Die Hirtenkarte stand an der Straße Beim Schäferhof Ecke Tannenweg und wurde 1932 abgerissen. |                 |
| Götzberger Weg (Lage)            | G145               | 0420                   | Götzberg, Ortsteil von Henstedt-Ulzburg im Kreis Segeberg in Schleswig-Holstein                                                                                      | 1954 (2. November)   | Davor Tangstedter Landstraße Nebenweg 13. Ausbau: 18. September 1959. Motivgruppe: „Orte nördlich von Hamburg“. |                 |
| Grabauer Weg (Lage)              | G186               | 0355                   | Grabau, Gemeinde im Kreis Stormarn in Schleswig-Holstein | 1952 (14. Juli)      | Davor Tangstedter Landstraße Nebenweg 7. Motivgruppe: „Orte nördlich von Hamburg“. |                 |
| Grellkamp (Lage)                 | G218               | 0815                   | nach einem Flurnamen | 1935 (26. Oktober)   | Ausbau: 31. Januar 1956. In den Flurkarten von 1750 ist das Flurstück als Grell Camp und 1804 als Grellkamp eingezeichnet. Das niederdeutsche Wort grell ist vieldeutig. Es kann wild, schrill, grell, durchdringend, scharf, lüstern, heißhungrig, versessen, heftig erregt, wütend, grimmig oder zornig unter anderem bedeuten. Kamp = Acker, Weide. Lat.: Campus = Feld. | weitere Bilder  |
| Grellkampkehre (Lage)            | G219               | 0120                   | in Anlehnung an den Grellkamp | 1956 (31. Januar)    | |                 |
| Grellkampstieg (Lage)            | G220               | 0140                   | in Anlehnung an den Grellkamp. Stieg = schmaler Fußweg. | 1950 (30. Januar)    | |                 |
| Grote Raak (Lage)                | G289               | 0640                   | nach dem Flurnamen Raack | 1960 (1. Juli)       | Raak oder Raack meint allgemein die Rodung. Grote, niederdeutsch für Große. In der Flurkarte von 1750 sind die Flurstücke Raack (mehrmals in zwei Gebieten), Op de Raack, In de Raack und Raacks Mohr eingezeichnet und in der von 1804 die Flurstücke Raack (mehrmals in einem Gebiet) und Raacksheide. | Bilder          |
| Haferstück (Lage)                | H029               | 0085                   | nach einem Flurnamen | 1938 (6. Oktober)    | Das Flurstück ist in den Flurkarten von 1750 als Haber Stück und 1804 als Haferstück eingezeichnet. Haber = Hafer. Die dem Niederdeutschen entstammende Form Hafer hat das hochdeutsche Haber verdrängt und findet seit dem 18. Jahrhundert in der Literatur Verwendung. Sicherlich wurde auf dem Flurstück irgendwann öfters Hafer angebaut, was aber in Langenhorn keine Seltenheit war. Nach dem Roggen war es die meist angebaute Getreideart in Langenhorn. Mit Roggen bezahlte man in alter Zeit ein Teil der Abgaben an die Obrigkeit und die Kirche. Genauso beliebt als Nahrung für Mensch und Vieh war der Hafer. Da durch die zu geringe Viehhaltung nicht genügend Dünger zur Verfügung stand, betrieb man eine Dreifelderwirtschaft, was bedeutet, dass das Flurstück jedes dritte Jahr auch mal brach lag. |                 |
| Hamborner Stieg (Lage)           | H071               | 0115                   | Hamborn, Stadtbezirk von Duisburg in Nordrhein-Westfalen | 1952 (14. Juli)      | Davor Weg 4, Nebenweg 7 und Nebenweg 8. Ausbau: 25. Juli 1979, Verlängerung: 3. Dezember 1979. Motivgruppe: „Städte im westdeutschen Industriegebiet“. Stieg = schmaler Fußweg. | Bilder          |
| Hammenmacherstieg (Lage)         | H855               | 0150                   | nach einem alten Handwerksberuf | 2010 (19. Oktober)   | Ein Hammenmacher, Hamenmacher, Hammacher oder Hamacher war ein Sattler, der Geschirr für Zugtiere herstellte. Motivgruppe: „Historische Handwerksberufe“. Stieg = schmaler Fußweg. |                 |
| Harnacksweg (Lage)               | H145               | 0740                   | Carl Johannes Theodor Harnack (1831–1871), Grundeigentümer in Langenhorn                                                                                             | 1920 (30. Mai)       | Beim Bau der Fritz-Schumacher-Siedlung entstanden. Ausbau: 15. Dezember 1934. Carl Johannes Theodor Harnack wurde am 18. Dezember 1831 in Hagenow im Westen Mecklenburg-Vorpommerns als Sohn von Johannes Friedrich Harnack und dessen Frau Friederike Charlotte Christiane Amalie, geb. Haacke, geboren und am 25. Dezember 1831 in Hagenow evangelisch getauft. Nach dem Besuch des Gymnasiums Fridericianum Schwerin studierte er Jura und promovierte zum Doktor der Rechte. Ab 1860 oder 1861 war er in Langenhorn ansässig, laut des Eintrages im Hamburger Adressbuch von 1861. Möglicherweise, vielleicht aber auch später, wurde er dann Eigentümer der Katenstelle X und der Katenstelle XI, der Schmiede an der heutigen Langenhorner Chaussee 132 (ohne die eigentliche Schmiedekate, die 1846 verkauft wurde), zu denen auch Ländereien gehörten. Der vorherige Eigentümer war ab 1858 Wilhelm von der Beck. Harnack soll um 1865 Eigentümers des Geländes um oder beim heutigen Harnacksweg gewesen sein. Am 6. Mai 1871 verstarb Carl Johannes Theodor Harnack in Hagenow und wurde dort am 11. Mai beigesetzt. Nach seinem Tod wurden seine ehemaligen Ländereien größtenteils parzelliert. |                 |
| Hartmannsau (Lage)               | H148               | 0255                   | Georg Ferdinand Hartmann, Ingenieur und Kartograf, zeichnete 1749 bis 1750 die erste Flurkarte von Langenhorn                                                        | 1920 (30. Mai)       | Beim Bau der Fritz-Schumacher-Siedlung entstanden. Die erste erwähnte Karte von Langenhorn ist die Schadische Karte oder der Schadische Riß von 1702, der aber im Hamburger Staatsarchiv nicht mehr aufzufinden ist. 1749 sandte das Hospital St. Jürgen (St. Jürgen, niederdeutsch für St. Georg), das Eigentümer Langenhorns war, den Ingenieur und Kartograf Georg Ferdinand Hartmann nach Langenhorn, um eine Karte Langenhorns anzufertigen. Der Vogt Heyn Gerhard Krohn erhielt Anweisungen Hartmann zu beherbergen und zu beköstigen. 1749 stand der Vogtshof (Hufe IV) noch an der heutigen Langenhorner Chaussee gegenüber der Einmündung zur Straße Beim Schäferhof. Die Bauern wurden angewiesen, Hartmann keine Schwierigkeiten zu machen, vielmehr sollten sie ihn unterstützen. 1750 wurde die Karte fertiggestellt. Die Karte befindet sich im Hamburger Staatsarchiv. Eine Kopie der Karte hängt im Langenhorner Bürgerhaus, Tangstedter Landstraße 41 im ersten Stock, im Flur an der Wand und kann dort während der Öffnungszeiten (Montag bis Freitag von 9 bis 21 Uhr 30) besichtigt werden. An der Straße Hartmannsau 4 wurde am 27. Juni 2017 ein Stolperstein für Gerd Schulze verlegt, der dort bis 1933 lebte. | Bilder          |
| Hasloher Kehre (Lage)            | H176               | 0275                   | Hasloh, Gemeinde im Kreis Pinneberg in Schleswig-Holstein | 1952 (14. Juli)      | Davor Tangstedter Landstraße Nebenweg 12. Motivgruppe: „Orte nördlich von Hamburg“. | Bilder          |
| Hattinger Stieg (Lage)           | H187               | 0200                   | Hattingen, Stadt im Ennepe-Ruhr-Kreis in Nordrhein-Westfalen | 1952 (14. Juli)      | Davor Weg 18 Nebenweg 1. Ausbau: 3. Dezember 1979 Motivgruppe: „Städte im westdeutschen Industriegebiet“. Stieg = schmaler Fußweg. |                 |
| Heerbuckhoop (Lage)              | H221               | 0335                   | nach einem Flurnamen | 1950 (30. Januar)    | Davor Suckweg Nebenweg 1. Das Flurstück ist auf der Flurkarte von 1804 eingezeichnet und lag am nördlichen Ende der Straße Heerbuckhoop. Zwischen den Straßen Heerbuckhoop und Buckhoop entspringt der Buckhoopgraben. Heer = Hirte. Buck = Kurzform für Buckel als Name einer Bodenerhöhung. Hoop = niederdeutsch für Haufen. |                 |
| Heerwisch (Lage)                 | H223               | 0455                   | nach einem Flurnamen | 1932 (18. August)    | Ausbau: 11. Dezember 1958. Zwei Flurstücke nebeneinander tragen auf den Flurkarten von 1750 den Namen Heer Wisch und 1804 werden sie als Heerwiesen bezeichnet. Heer = Hirte. Wisch niederdeutsch = Wiese. Der 10. Längengrad (Meridian) östlicher Länge (10° Ost) durchquert die Straße Heerwisch. |                 |
| Henny-Schütz-Allee (Lage)        | H854               | 0425                   | Henriette Wilhelmine Schütz (1917–2001), SPD-Politikerin, Verfolgte des Nationalsozialismus                                                                          | 2010 (19. Oktober)   | Davor seit mindestens 1898 namenlose Hauptstraße im Krankenhaus Ochsenzoll. Schütz wurde am 1. Juni 1917 als Henriette Wilhelmine Winkens in Hamburg-Langenhorn geboren. Sie gehörte bis zu deren Verbot durch die Nationalsozialisten 1933 der Sozialistischen Arbeiter-Jugend (SAJ) an. 1935/36 erleidete sie ein Jahr Schutzhaft in Fuhlsbüttel, dann Untersuchungshaft Hamburg wegen sogenannter Vorbereitung zum Hochverrat und schließlich das KZ Moringen. Nach der Befreiung vom Nationalsozialismus war sie ab 1945 Wohnbezirkskassiererin der SPD Langenhorn-Nord. An der Langenhorner Chaussee 560 Ecke Henny-Schütz-Allee wurden drei Stolpersteine für Kurt Gäth, Gerhard Junke (Sohn von August Junke) und Gottfried Fritz Simon verlegt. Am Haus 25 (Walter-Behrmann-Haus) der Asklepios Klinik Nord, Standort Ochsenzoll, an der Henny-Schütz-Allee wurden 25 Stolpersteine verlegt, die namentlich an 23 ermordete Kinder erinnern. | weitere Bilder  |
| Henstedter Weg (Lage)            | H355               | 0245                   | Henstedt, Ortsteil von Henstedt-Ulzburg im Kreis Segeberg in Schleswig-Holstein                                                                                      | 1952 (14. Juli)      | Davor Tangstedter Landstraße Nebenweg 3. Motivgruppe: „Orte nördlich von Hamburg“. |                 |
| Herzmoor (Lage)                  | H392               | 0525                   | nach dem Herzmoor | 1934 (15. Dezember)  | In den Flurkarten von 1750 als Hertz Mohr und 1804 als Herzmoor eingezeichnet. 1732 wurde das Gebiet auch Hattes-Mohr genannt. Die Hummelsbüttler Straße Hattsmoor erhielt 1930 ihren Namen und ist eine Verlängerung der Langenhorner Straße Hohe Liedt in östlicher Richtung. 1932 wurde das Gebiet auch Hartsmoor genannt. Hart ist ein archaisches Wort für Hirsch. Parallel zur Straße verläuft etwas weiter südlich der Herzmoorgraben, der in den Raakmoorgraben mündet. |                 |
| Herzmoortwiete (Lage)            | H393               | 0280                   | nach dem Herzmoor | 1929 (20. Mai)       | Ausbau: 16. Juli 1929. Twiete = schmaler Weg. Siehe Herzmoor. |                 |
| Herzmoorwende (Lage)             | H394               | 0150                   | nach dem Herzmoor | 1930 (1. April)      | Siehe Herzmoor. |                 |
| Heynemannstraße (Lage)           | H418               | 0095                   | Theodor Heynemann (1878–1951), Gynäkologe | 1960 (1. Juli)       | Motivgruppe: „Ärzte“. | Bilder          |
| Hinschenrehm (Lage)              | H446               | 0095                   | Hermann Hinsch (1844–1922), Brinksitzer und Butterhändler | 1963 (6. September)  | 1909 war er Mitglied der Gemeinde-Versammlung aus der Klasse der Hufner und Brinksitzer. Er (im Hamburger Adressbuch H. Hinsch) bewohnte die Kate an der Langenhorner Chaussee 278 Ecke Wördenmoorweg (1969 abgerissen). 1915 übernahm sein Sohn Hermann (im Hamburger Adressbuch H. H. Hinsch) den Butterhandel bis 1931. Er selbst ging in Rente und zog 1915 in die Langenhorner Chaussee 286, wo der Architekt Adolf Hinsch vorher wohnte, der wiederum in den Weg 199 (1920 in Wischhöfen umbenannt) zog. Rehm, niederdeutsch = schmaler bewachsener Randstreifen an Feldern, Wiesen und Gehölzen. Oder auch ein stehengelassener Gehölz- oder Baumstreifen auf einem Feld. |                 |
| Hogenlietgrund (Lage)            | H536               | 0295                   | nach dem Flurnamen Hohe Lieds Grund Mohr | 1950 (30. Oktober)   | Davor Hohe Liedt Nebenweg 1. Ausbau: 8. September 1986. In der Flurkarte von 1750 ist das Hohe Lieds Grund Mohr eingezeichnet. In der Flurkarte von 1804 heißt der südliche Teil des Gebietes, wo heute auch die Straße liegt, Holitzgrund und der nördliche Holitzgrundmoor. Im Hamburger Adressbuch von 1877 wird der Horitzgrund genannt. 1909 als Hoheliedtgrund-Mohr, 1932 auch als Hoheliethsgrundmoor bezeichnet, oder als Hohen Lieth-Grund. Lieth oder Liet, niederdeutsch = Anhöhe oder Abhang. Hoge, niederdeutsch = Hohe. | Bilder          |
| Hohe Liedt (Lage)                | H541               | 1150                   | nach einem Flurnamen | 1920 (30. Mai)       | Ausbau: 11. Februar 1940. 1932 auch Hohe Lieth. Siehe: Hogenlietgrund. | weitere Bilder  |
| Holitzberg (Lage)                | H571               | 1100                   | nach den Flurbezeichnungen Holitzgrund und Holitzgrundmoor von 1804. Siehe: Hogenlietgrund.                                                                          | 1959 (2. Januar)     | Davor ein Teil vom Weg 558. Verlängerung durch Teilumbenennung der Straße Tweeltenbek in Holitzberg am 10. Januar 1974. In der Flurkarte von 1750 ist der Hohe Lieds Barg eingezeichnet. Im Hamburger Adressbuch von 1877 wird der Berg Horitzberg genannt. 1909 wird er als Hoheliedts-Berg bezeichnet. Barg, niederdeutsch = Berg. Holitz könnte möglicherweise eine sprachliche Verkürzung von Hohe Lieds, Hohe Lieths oder Hoheliedts sein. Siehe auch: Hogenlietgrund. Der Musiker, Sänger und Dirigent James Last wohnte erst am Holitzberg 71 und dann am Holitzberg 61. Am Holitzberg 145 wohnt oder wohnte der Maler, Grafiker und Autor Alfred Philipp Koch (* 1921). | Bilder          |
| Höltentwiete (Lage)              | H500               | 0090                   | nach der Flurbezeichnung Holtkoppel | 1935 (27. April)     | Davor Keustück (1935 eine andere Straße Keustück benannt). Hölten, niederdeutsch = hölzern oder bewaldet. Twiete = schmaler Weg. |                 |
| Holtkoppel (Lage)                | H601               | 1225                   | nach einem Flurnamen | 1933 (30. April)     | Davor Teilstrecke vom Weg 179 und vom Erdkampsweg. Ausbau: 6. Februar 1949, Teilaufhebung: 28. März 1967, Verlängerung: 1. September 1967 und 17. Januar 1968. In der Flurkarte von 1804 als Holzkoppel eingezeichnet. Die Straße liegt komplett in Langenhorn, lediglich das Grundstück Nr. 57 südlich der Zeppelinstraße befindet sich auf dem Gebiet von Fuhlsbüttel. Der 10. Längengrad (Meridian) östlicher Länge (10° Ost) durchquert die Straße Holtkoppel. An der Straße Holtkoppel liegt der Holtkoppelgraben. Holt, niederdeutsch = Holz, Gehölz oder Wald. Koppel = umzäunte Weide. | Bilder          |
| Höpen (Lage)                     | H504               | 0440                   | nach einem Flurnamen | 1914 (1. August)     | In den Flurkarten von 1750 und 1804 eingezeichnet. Höpen, niederdeutsch = Haufen, Erhebung, Hügel. Der Höpen war ursprünglich ein höhergelegener Wald. Der Eugeniker und Anthropologe Walter Scheidt wohnte von 1931 bis 1966 am Höpen 36. | Bilder          |
| Hürthweg (Lage)                  | H671               | 0190                   | Theodor Hürth (1877–1944), katholischer Geistlicher | 1952 (3. April)      | Davor Tannenweg Nebenweg 1. | Bilder          |
| Immenbarg (Lage)                 | I059               | 0170                   | nach der Straße Immenhöven | 1960 (17. Mai)       | Imme, niederdeutsch = Biene. Barg, niederdeutsch = Berg. Der Maler und Grafiker Joachim Hudler (* 1931) wohnt am Immenbarg 31. Am Immenbarg 15 wohnte von 1960 bis zu seinem Tode 2019 der in der Tangstedter Landstraße 225 geborene Grafiker und Illustrator Holger Börnsen mit seiner Frau, der Künstlerin und Keramikerin Karin Yvonne Börnsen, geb. Heerde. 2013 wurde an der Ladenzeile im Immenbarg eine Szene des Fernsehfilms Falsche Liebe der Krimiserie Unter anderen Umständen mit den Schauspielern Natalia Wörner (Kriminalkommissarin Jana Winter), Carolin Pohl (Mutter), Ida Hücker (Tochter) und Kai Ivo Baulitz (Ricky Rehberg) gedreht. Zu sehen ist auch im Hintergrund die Fritz-Schumacher-Allee. | Bilder          |
| Immenhöven (Lage)                | I061               | 0505                   | nach dem Flurnamen Imhöfen | 1950 (17. März)      | Davor ab 30. Mai 1920 Im Häben. Ausbau 27. August 1973. Beim Bau der Fritz-Schumacher-Siedlung entstanden. In den Flurkarten von 1750 als Im Häben und 1804 als Imhöfen eingezeichnet. Bei einer Bestandsliste der Hufe I von 1688 wird das Flurstück Bei den Immhafen oder Bei den Immhäfen erwähnt. Imm oder Imme, niederdeutsch = Biene. Im 16. Jahrhundert hatten wohl alle Hufner in Langenhorn große Bienenzäune bzw. umfangreiche Immennhöfe zur Erzeugung von Honig sowie Wachs für Kerzen. Diese lagen am Nordwestrand des Waldes Timmerloh, sodass die Bienen die nordöstlich gelegenen Heideflächen gut erreichen und nutzen konnten. Der Bezeichnung Im Häben soll eine Verstümmelung der Bezeichnung Immenhöfen sein. Der Maler, Grafiker und Journalist Friedolin Wagner (* 1942) wohnt Immenhöven 14. Im Häben 31 und Immenhöven 31 wohnte der kommunalpolitisch rege Polizeibeamte Willy Jacobs, nach dem 1986 der Willy-Jacobs-Weg in Langenhorn benannt wurde. Im Häben 32 und Immenhöven 32 wohnte Bruno Lauenroth, nach dem der Bruno-Lauenroth-Weg in Langenhorn benannt wurde. | Bilder          |
| Im Sonnentau (Lage)              | I138               | 0065                   | nach der gleichnamigen Pflanzengattung Sonnentau | 2002 (29. Januar)    | Motivgruppe: „Pflanzen im Raakmoor“. |                 |
| Im Torfmoos (Lage)               | I139               | 0180                   | nach der gleichnamigen Pflanzengattung Torfmoos | 2002 (29. Januar)    | Motivgruppe: „Pflanzen im Raakmoor“. |                 |
| Iserlohner Stieg (Lage)          | I129               | 0245                   | Iserlohn, Stadt im Märkischen Kreis in Nordrhein-Westfalen | 1979 (3. Dezember)   | Motivgruppe: „Städte im westdeutschen Industriegebiet“. Stieg = schmaler Fußweg. | Bilder          |
| Jägerflag (Lage)                 | J010               | 0085                   | nach einem moorigen, mit Reet bewachsenen Jagdgebiet | 1934 (15. Dezember)  | Flag, niederdeutsch = Fläche. In dem Gebiet befand sich früher eine große moorige mit Reth und Buschwerk bewachsene Fläche, die sich wegen deren Wildbestand zur Jagd genutzt wurde. |                 |
| Jersbeker Weg (Lage)             | J044               | 0555                   | Jersbek, Gemeinde im Kreis Stormarn in Schleswig-Holstein | 1952 (14. Juli)      | Davor Tangstedter Landstraße Nebenweg 5. Motivgruppe: „Orte nördlich von Hamburg“. | Jersbeker Weg   |
| Johannes-Böse-Weg (Lage)         | J063               | 0210                   | Johannes Böse (1879–1955), Langenhorner Pädagoge und Kunstförderer                                                                                                   | 1959 (1. April)      | Johannes Böse zog 1921 in die Fritz-Schumacher-Siedlung, in das Haus Timmerloh 25 und wurde 1923 Lehrer an der Pavillonschule der Siedlung, deren Gebäude 1931 durch das Gebäude der Fritz-Schumacher-Schule ersetzt wurde. Er etablierte kunstpädagogische Arbeitsgemeinschaften und gründete 1925 die Griffelkunst-Vereinigung Hamburg-Langenhorn, die 2002 die Schulräume und Langenhorn verließ. Bald danach benannte diese sich in Griffelkunst-Vereinigung Hamburg um. |                 |
| Jütlandring (Lage)               | J152               | 0595                   | Jütland, Region in Dänemark | 2010 (19. Oktober)   | Davor seit mindestens 1898 Teil der namenlosen Ringstraße im Krankenhaus Ochsenzoll. | Bilder          |
| Jugendparkweg (Lage)             | J085               | 0995                   | nach dem Jugendpark, in dem die Straße teilweise verläuft | 1952 (8. Juli)       | Davor Weg 166 und Weg 172. Der 10. Längengrad (Meridian) östlicher Länge (10° Ost) durchquert den Jugendparkweg hinter dem Gelände der Schule am Krohnstieg. Das mittlere Teilstück der Straße ist nur für Fahrradfahrer und Fußgänger zugelassen, weshalb der Zugang zum Haus Jugendparkweg 35 an der Straße Wrangelkoppel angelegt wurde. Die Straße verläuft teilweise durch den Jugendpark, dem der Jugendparkgraben entspringt. | weitere Bilder  |
| Käkenflur (Lage)                 | K003               | 0385                   | nach dem Flurnamen Käckenkamp | 1946 (15. Dezember)  | Davor Weg 4 Nebenweg 3. Ausbau: 14. Juli 1952, Teilbenennung: 4. Dezember 1973, Teilumbenennung: 27. März 1979, Teilaufhebung: 21. Januar 1982. Das Flurstück ist in den Flurkarten von 1750 als Käcken Camp und 1804 als Käckenkamp eingezeichnet. Kamp = Acker, Weide. Lat.: Campus = Feld. Der 10. Längengrad (Meridian) östlicher Länge (10° Ost) durchquert die Straße Käkenflur. | Bilder          |
| Käkenkamp (Lage)                 | K004               | 0145                   | nach einem Flurnamen | 1957 (14. August)    | Davor Teilstück vom Peter-Mühlens-Weg. Das Flurstück ist in den Flurkarten von 1750 als Käcken Camp und 1804 als Käckenkamp eingezeichnet. Kamp = Acker, Weide. Lat.: Campus = Feld. | weitere Bilder  |
| Kapitän-Schröder-Weg (Lage)      | K608               | 0310                   | Gustav Schröder (1885–1959), Langenhorner Kapitän | 1990 (Februar)       | Oder 1989. 1939 rettete er mit seinem Schiff St. Louis über 900 deutsche Juden vor dem Zugriff der Nationalsozialisten. Siehe: Irrfahrt der St. Louis. Er hatte eine Wohnung in der Willerstwiete 1 in Langenhorn. | Bilder          |
| Kayhuder Weg (Lage)              | K116               | 0190                   | Kayhude, Gemeinde im Kreis Segeberg in Schleswig-Holstein | 1952 (14. Juli)      | Teilaufhebung: 13. September 1965. Motivgruppe: „Orte nördlich von Hamburg“. |                 |
| Kesselflickerweg (Lage)          | K639               | 0140                   | nach dem Handwerksberuf Kesselflicker | 2010 (19. Oktober)   | Davor ein namenloser Weg im Krankenhaus Ochsenzoll. Motivgruppe: „Historische Handwerksberufe“. | weitere Bilder  |
| Keustück (Lage)                  | K145               | 0605                   | nach einem Flurnamen | 1935 (7. April)      | Davor Weg 191. Im Falk-Plan von 1949 heißt sie Köstück. Die Straße Keustück gab es vorher schon in der Nähe. 1933 wurde diese umbenannt in Höltentwiete. In der Flurkarte von 1804 ist das Flurstück Keustück eingetragen. Keu, Köh, Kö, niederdeutsch = Kühe. Der 10. Längengrad (Meridian) östlicher Länge (10° Ost) durchquert die Straße Keustück. |                 |
| Kielstück (Lage)                 | K166               | 0305                   | nach einem Flurnamen | 1914 (1. August)     | Ausbau: 22. November 1954. Das Flurstück Kielstück ist auf der Flurkarte von 1804 eingetragen. Kiel, niederdeutsch = Keil. | Kielstück       |
| Kisdorfer Weg (Lage)             | K207               | 0140                   | Kisdorf, Gemeinde im Kreis Segeberg in Schleswig-Holstein | 1952 (14. Juli)      | Davor Tangstedter Landstraße Nebenweg 4. Motivgruppe: „Orte nördlich von Hamburg“. |                 |
| Kiwittsmoor (Lage)               | K210               | 0970                   | nach dem Flurnamen Kiewite-Moor | 1933 (30. April)     | Das Flurstück Kiewite-Moor ist auf der Flurkarte von 1804 eingezeichnet. Kiewite, niederdeutsch = Kiebitze. Ahmad Alhaw (* 1991), Täter der Messerattacke in Hamburg am 28. Juli 2017, wohnte in der damaligen Flüchtlingsunterkunft in der Straße Kiwittsmoor gegenüber dem U-Bahnhof Kiwittsmoor. | weitere Bilder  |
| Kniep (Lage)                     | K294               | 0435                   | nach einem Flurnamen | 1938 (6. Oktober)    | Teilaufhebung: 7. März 1967. Entweder: Kniep, niederdeutsch = Enge Stelle, enges Feld. Oder: Kniep, niederdeutsch = Kneif oder Kneip, was beides Bezeichnungen für Schustermesser sind. Das dreieckige, stumpfwinklige Flurstück Kniep ist auf der Flurkarte von 1804 eingezeichnet und hat die Form einer Klinge eines Schustermessers. |                 |
| Kohrswort (Lage)                 | K343               | 0065                   | nach einem Flurstück der Langenhorner Hufnerfamilie Kohrs oder Cordes                                                                                                | 1938 (6. Oktober)    | Ab den 1590er Jahren sind unter anderem die Namen der Hufner erfasst. Mitglieder der Familie Cordes (auch Kordes, Cors oder Kohrs) waren jeweils zeitweise Eigentümer der Hufe I, 1852 abgerissen und an der Ecke Rodenkampsweg und Scharnskamp wieder aufgebaut, dann 1920 abgerissen, (1602–1672, 1694–1772), Hufe II, Sommer 1930 abgebrannt, (1762–1764, 1780–1825, (1825–1837 Lambrecht, Ehemann der Cordes-Witwe), 1837–1875), Hufe VI, 1901 abgebrannt, (1702–1887), Katenstelle VIII (ab 1816 mit Schankkonzession), 1966 abgerissen, (1740–1849). Die 1798 von Peter Cordes erworbene Anbauerstelle wurde in den 1880er Jahren von einem Nachkommen an den Gebäudemakler Emil Römling verkauft, der das Haus (erbaut 1798) mit einem Glockenturm, einem Relief und einen neuen Namen versah, Eber-Hof (August 1954 abgerissen). Von 1857 bis 1860 war Joachim Cordes Vogt. Das Flurstück ist in den Flurkarten von 1750 als Die Wohrt und 1804 als Worth eingezeichnet. Die Wohrt war ein Flurstück einer der drei ältesten Hufen (I–III), die sich im Achterort (auch im Hinterort oder im alten Dorf) befanden und mit den dortigen zugehörigen Altenteiler- und Tagelöhnerkaten das alte Dorf genannt wurden. Der Achterort lag 300 bis 400 Meter westlich der Langenhorner Chaussee und südlich vom Rodenkampweg. Da der Familie Cordes nicht die Hufe III gehörte, muss die Wohrt oder Worth zur Hufe I oder Hufe II gehört haben, die beide (bis 1852) etwa nahe der Ecke Bültenblick und Wittekopsweg lagen, während die Hufe III (1932 abgebrannt) am Rodenkampweg schräg gegenüber der Einmündung zur Straße Auf dem Felde lag. Die unbebaute Wohrt oder Worth lag ein kleines Stück südwestlich der beiden ersten Hufen, ungefähr bei der Straße Kohrswort. 1750, zur Zeit der ersten Flurkarte war eine Wohrt ein umzäunter Acker oder eine umzäunte Weide, nahe einer Hofstelle (oder nahe einem Dorf). Ab 1804 bedeutete die zu Worth umgeänderte Buchstabenfolge ursprünglich das Aufgeworfene, also Höhergelegene, später den Hausplatz oder die Hofstelle überhaupt. Worth war auch die Bezeichnung für einen höher gelegenen Acker außerhalb eines Überflutungsgebietes, meist in Verbindung mit einer Wohnstätte, an der Küste auch als Warft bekannt. |                 |
| Königsfarn (Lage)                | K628               | 0050                   | nach der Pflanzenart Königsfarn | 2002 (29. Januar)    | Motivgruppe: „Pflanzen im Raakmoor“. |                 |
| Kortenkamp (Lage)                | K388               | 0440                   | nach einem Flurnamen | 1914 (1. August)     | Ausbau: 31. Januar 1956. Teilstück umbenannt in Gehlengraben am 20. Juni 1975. In den Flurkarten von 1750 als Korten Camp und 1804 als Kortenkamp eingezeichnet. Kort, niederdeutsch = kurz. Kamp = Acker, Weide. Lat.: Campus = Feld. |                 |
| Kraemerstieg (Lage)              | K396               | 0165                   | Johann Gottfried August Kraemer (ca. 1787–1836), Offizier in den Befreiungskriegen, ab 1823 Vogt in Langenhorn                                                       | 1952 (3. April)      | Johann Gottfried August Kraemer aus Bleckendorf (heute Stadtteil Egeln-Nord von Egeln) war Offizier in den Befreiungskriegen und Verwalter der Kupfermühle in Farmsen. Im Kirchenbuch von Bleckendorf ist 1817 bei seinem Hochzeitseintrag Ökonom als Berufsbezeichnung angegeben, was ein Guts- oder Hausverwalter war (oder ein Landwirt). Seine Eltern waren der Pastor Carl Christian Friedrich Kraemer aus Bleckendorf und Johanna Dorothee Auguste Kraemer, geborene Brandt. Am 10. August 1817 heiratete er als 30-Jähriger die 22-jährige Jungfer Anna Maria Krohn, Tochter des am 8. September 1804 verstorbenen Langenhorner Vogtes von 1789 bis 1804 Conrad Cornelius Krohn und der verstorbenen Anna Christine Krohn. Die Trauung vollzog ein Prediger zu Langenhorn, ob in Bleckendorf oder anderswo geht nicht aus dem Kirchenbuch hervor. Sein Vater war schon verstorben. Die Aufgebote erfolgten in Langenhorn und Bleckendorf. In Langenhorn gab es keine Kirche, gläubige Langenhorner mussten damals noch zum Gottesdienst in die St. Johannis-Kirche in Eppendorf. Möglicherweise war es sein Bruder Friedrich Erich August Kraemer (1785–1845), der Theologie studiert hatte und später Professor an der Gelehrtenschule des Johanneums war. Dieser wohnte aber nicht in Langenhorn. Ab 1819 pachtete Johann Gottfried August Kraemer die Vogtshufe (Hufe IV), wurde 1823 zum Vogt ernannt und erwarb auch 1823 die Vogtshufe. Die Vogtshufe besaß ein Krugrecht und eine Brennerei. Sie befand sich von 1752 bis 1952 an der Langenhorner Chaussee 94, dann wurde sie abgerissen. Vor 1752 befand sie sich weiter südlich an der Langenhorner Chaussee, auf der gegenüberliegenden Seite der Einmündung zur Straße Beim Schäferhof. Bis zu seinem Tode am 26. Februar 1836 war Kraemer Vogt. Nach der Franzosenzeit, den Befreiungskriegen und den Kosakenwinter war Langenhorn ein sehr armes Dorf. Hinzu kam noch ein starker Verfall der guten Sitten. Erst mit Krämer als Vogt besserte sich die wirtschaftliche und sittliche Lage. Kraemers Frau Anna Maria verstarb früh, sodass Kraemer ein zweites Mal heiratete, eine geborene Ellerbrook. Diese war nach seinem Tod die Eigentümerin der Vogtshufe bis Kraemers Sohn Friedrich Wilhelm Gottlieb Kraemer diese 1848 übernahm. Von 1848 bis 1894 war dieser Eigentümer der Vogtshufe und von 1848 bis 1857 sowie von 1863 bis 1872 Vogt. 1877 bis 1881 war er Gemeindevorsitzender. 1884 bis 1889 war Wilhelm Kraemer der Eigentümer der Hufe V, 1894 bis 1903 Eigentümer der Vogtshufe und 1884 bis 1887 Gemeindevorsitzender. 1893 wurde er in die Hamburgische Bürgerschaft gewählt. Stieg = schmaler Fußweg. Die Zoologin und Kuratorin des Zoologischen Museum Hamburg Erna Mohr wohnte im Kraemerstieg 8. |                 |
| Krefelder Weg (Lage)             | K414               | 0285                   | Krefeld, Stadt in Nordrhein-Westfalen | 1952 (14. Juli)      | Davor Käkenflur Nebenweg 1. Motivgruppe: „Städte im westdeutschen Industriegebiet“. |                 |
| Kreuzblumenweg (Lage)            | K629               | 0075                   | nach der Pflanzengattung Kreuzblumen | 2002 (29. Januar)    | Motivgruppe: „Pflanzen im Raakmoor“. |                 |
| Kreuzfurth (Lage)                | K425               | 0090                   | nach dem gleichnamigen Gut in der Gemeinde Kranenburg, das im Besitz des Bauherrn der an der Straße anliegenden Siedlung war                                         | 1958 (10. September) | Das Gut Kreuzfuhrt, auch Haus Kreuzfuhrt des Bauherrn der an der Straße anliegenden Kreuzfuhrt-Siedlung Ernst Schulte-Hordelhoff war seit Oktober 1874 durch den Kauf durch den Ökonom und Gutsbesitzer Theodor Schulte-Hordelhoff bis 1957 in Familienbesitz. Dann wurde es an Franz Josef Linderoth verkauft. Das Gut hatte ursprünglich eine Kornwassermühle mit vier Häusern. Es ist im Laufe der Zeit wiederholt abgebrannt, verfallen und wieder aufgebaut worden. Die Familie Spaen besaß es lange Zeit. Alexander von Spaen wurde dort 1619 geboren. Januar 1748 stand es zur Verpachtung oder zum Verkauf, Juli 1749 stand das Mobiliar zum Verkauf und November 1754 das Gut zum Verkauf. Die von den Architekten Hans Atmer und Jürgen Marlow 1957 geplante Kreuzfurth-Siedlung wurde zwischen 1957 und 1959 gebaut, umfasst 21 Reihenhäuser in drei Häuserzeilen und steht unter Denkmalschutz. | Bilder          |
| Krohnstieg (Lage)                | K444               | 02000 (im Stadtteil)   | nach der alteingesessenen Hufnerfamilie Krohn in Langenhorn, die viele Langenhorner Vögte hervorbrachte                                                              | 1932 (18. August)    | Ausbau: 26. Oktober 1935, 26. Juli 1950. Am 4. Dezember 1953 Verlängerung im Westen durch die Umbenennung des Weg 111 in Krohnstieg. Anfang der 50er Jahre wurde der Krohnstieg durch die fast gänzliche Umbenennung der Straße Auf dem Felde in Krohnstieg verlängert. Mit dem Ausbau des ursprünglichen Krohnstiegs bis zum Gehlengraben 1961 wurde der umbenannte Teil wieder zurück in Auf dem Felde umbenannt. Weiterer Ausbau 5. September 1960, 30. November 1961, 3. September 1965. Westlich des Krohnstiegtunnels liegt der Krohnstieg in Niendorf, östlich verläuft er zunächst auf einer Länge von 220 Metern in Norderstedt auf schleswig-holsteinischem Gebiet, bevor er in östlicher Richtung durch Langenhorn führt. In Fuhlsbüttel befindet er sich nur im Zuge des Tunnels. Er ist Teil der Bundesstraße 433 und vom Rings 3. Der 10. Längengrad (Meridian) östlicher Länge (10° Ost) durchquert den Krohnstieg. Ab den 1590er Jahren sind unter anderem die Namen der Hufner erfasst. Mitglieder der Familie Krohn (anfangs auch Kroen und Kron) waren zeitweise Eigentümer der Vogtshufe (Hufe IV), vor 1752 an der Langenhorner Chausse, gegenüber der Einmündung zur Straße Beim Schäferhof, von 1752 bis 1952 an der Langenhorner Chaussee 94, dann abgerissen. Die Vogtshufe besaß ein Krugrecht und eine Brennerei. Die Familie wohnte dort 1572–1588, 1589–1591, 1601–1612, 1614–1621, 1650–1728, 1742–1824 und in der Hufe V, 1772–1779, Hufe VII, 1597–1629, 1762–1904 und Katenstelle X, 1560–1602. Um 1850 war Cornelius Conrad Krohn der Eigentümer des Gehöfts an der Langenhorner Chaussee 171, die erstmals 1764 erwähnt, und wahrscheinlich vorher von der Hufe VI abgetrennt wurde. In der Zeit von 1600 bis 1817 waren mindestens acht Langenhorner Vögte aus der Familie Krohn. 1806 ließ Napoleon Bonaparte Hamburg und seine Umgebung besetzen, so auch Langenhorn. Der Vogt und Vollhufner (Hufe IV) Hans Peter Krohn versenkte seine Gold- und Silbersachen in drei Kisten in seinen Fischteichen beim heutigen U-Bahnhof Fuhlsbüttel Nord, fand später aber nur eine Kiste wieder. Während der Hamburger Franzosenzeit gehörte Langenhorn von 1811 bis 1814 zur Mairie Langenhorn, zu der auch die anderen Dörfer Fuhlsbüttel, Alsterdorf, Ohlsdorf, Klein Borstel, Struckholt (gehört heute mit zu Klein Borstel) und Winterhude gehörten. Die Mairie Langenhorn gehörte dem Canton Eppendorf im Arrondissement Hamburg an. Der Maire der Mairie Langenhorn wurde der Vollhufner und bisherige Vogt Hans Peter Krohn. Ein Mitglied des Gemeinderats der Mairie Langenhorn war der Vollhufner (Hufe VII) Claus Carsten Krohn. Stieg = schmaler Fußweg. | weitere Bilder  |
| Kulenstück (Lage)                | K502               | 0110                   | nach einem Flurnamen | 1949 (26. Februar)   | Davor Teilstück vom Rittmerskamp auf beiden Seiten der Straße Heerwisch. Ausbau: 15. Dezember 1960. Danach irgendwann verkürzt, dann nur noch nördlich vom Heerwisch. Das Flurstück ist in den Flurkarten von 1750 als Kuhlen Stück und 1804 als Kuhlenstück eingezeichnet. Als 1688 die Hufe I verkauft wurde, waren die zugehörigen Ackerstücke aufgelistet. Zwei der Ackerstücke befanden sich Auf dem Kuhlenstück. Das Flurstück lag östlicher als die Straße, an der westlichen Seite der Langenhorner Chaussee. Den Namen Kuhlenstück kann man als Feldstück mit Kuhlen deuten. | weitere Bilder  |
| Kulenstückbrücke (Lage)          | –                  | 0010                   | nach Lage und Funktion | 1960                 | Die Brücke überquert im Zuge der Straße Kulenstück den Bornbach. Vor 1960 war dort auch schon eine Brücke, die vor 1949 möglicherweise Rittmerskampbrücke hieß. Bevor eine Brücke angelegt wurde, befand sich dort eine Furt, die auf der Flurkarte von 1750 als Sand Fohrt eingezeichnet ist. Ein nach der Furt benanntes Flurstück namens Sandfohrtstück wurde 1688 genannt. In der Flurkarte von 1750 sind die nach der Furt benannten Flurstücke Sanfohrts Stück, Lütje Sandfohrts Wisch sowie Sandfohrts Wisch (dreimal) eingezeichnet, und in der Flurkarte von 1804 die Flurstücke Sandfohrts Wiesen sowie Sandfohrtsstücke. | weitere Bilder  |
| Langenhorner Chaussee (Lage)     | L046               | 4835 (im Stadtteil)    | nach der Lage im Stadtteil | 1898                 | Als am 12. Mai 1283 Abt Hermann I. des Klosters Reinfeld die Rechte über das Dorf Langenhorn an den Landesherren, dem Grafen Gerhard I. von Holstein-Itzehoe übertrug, hatte Langenhorn bereits sechs Hufen (später sieben). Die Straße wird sehr viel älter sein. Ca. vom 16. bis 18. Jahrhundert war sie Teil des Ochsenweges oder Heerweges. Der Zustand der Straße war sehr schlecht, Bäche kreuzten zudem die Straße. An den Furten war sie bei Hochwasser manchmal unpassierbar. Erst 1805 wurden zwei schmale Brücken aus Eichenholz gebaut. 1825 begann man von Süden aus die Verbindungsstraße vom Dammtor zum Ochsenzoll, deren Teil sie war, auszubauen. 1840 war man fertig. Die Straße erhielt in Langenhorn auch drei neue Brücken. Beim eigentlichen Dorf bestand sie aus Kopfsteinpflaster, sonst war sie nur durch Aufschüttungen und Befestigungen besser befahrbar gemacht worden. Um die Kosten zu decken, verlangte man Chausseegeld, wenn jemand sie befahren wollte. In Südlangenhorn an der Langenhorner Chaussee 64 (Februar 1987 abgerissen) und am Ochsenzoll standen Geldeinnehmerhäuschen mit Schlagbäumen. Die ganze Wegstrecke vom Eppendorfer Mühlenteich bis zum Ochsenzoll hieß ursprünglich Langenhorner Chaussee, doch als man die Häuser mit Hausnummern versehen wollte, kam man beim Ochsenzoll weit über 1000, sodass man ein Teil der Straße in Alsterkrugchaussee umbenannte, um das Problem zu lösen. Nach dem 1. Weltkrieg erhielt die Langenhorner Chaussee auf ganzer Länge Kopfsteinpflaster, und wurde auf das Doppelte verbreitert. 1928 bis 1934 wurde sie an das Sielnetz angeschlossen. Am 1. April 1938 wurde die Grenze zu Fuhlsbüttel im Rahmen des Groß-Hamburg-Gesetzes an die heutige Stelle, an dem Bach Raakmoorgraben verlegt. Vorher lag sie weiter südlich. Die Hausnummer 17 gehörte vorher noch zu Langenhorn, also war die Grenze etwa kurz vor der Straße Kurveneck, von Langenhorn aus gesehen. Bis zum 16. Mai 2000 war die Langenhorner Chaussee Teil der Bundesstraße 433, dann wurde die fertiggestellte Umgehungsstraße zum Flughafen eröffnet. Die Bundesstraße führt nun über die Zeppelinstraße. An der Langenhorner Chaussee 560, Ecke Henny-Schütz-Allee, beim ehemaligen Pförtnerhaus des Krankenhauses Ochsenzoll (heute Asklepios Klinik Nord, Standort Ochsenzoll) liegen die drei Stolpersteine von Kurt Gäth, Gerhard Junke (Sohn von August Junke) und Gottfried Fritz Simon, an der Langenhorner Chaussee 623 drei Stolpersteine, die an Karl-Heinz Barthel und Otto Berger erinnern. 1905 zog der Architekt Fritz Höger in sein eigenes, von ihm entworfenes Haus an der Langenhorner Chaussee 109. Das 1900 entstandene Haus Nummer 115 entwarf er auch. Die mehrfache Weltmeisterin im Boxen Susianna Kentikian hat als Flüchtling in der ehemaligen Süderschule an der Langenhorner Chaussee 140 gewohnt. Der Lyriker und Erzähler Hermann Claudius unterrichtete zwischen 1922 und 1929 in der Norderschule an der Langenhorner Chaussee 515. | weitere Bilder  |
| Langenhorner Markt (Lage)        | L047               | 0255 × 235 × 125 × 105 | nach Lage und Funktion im Stadtteil | 1962 (28. Dezember)  | Vor 1962 stand dort der Jonas-Hof, der 1961 abgerissen wurde, als ein Teil des Krohnstiegs, zwischen der Tangstedter Landstraße und der Langenhorner Chaussee, sowie ein Fußgängertunnel gebaut wurden und anschließend der Marktplatz gestaltet wurde. Der Jonas-Hof stand etwa an der Stelle des heutigen Kaufland-Kaufhauses. | weitere Bilder  |
| Langenhorner-Markt-Brücke (Lage) | –                  | 0055                   | nach Lage und Funktion | 1977 (13. Januar)    | Davor gab es dort auch schon eine Brücke. Die Brücke überquert die Gleise der U 1 in Höhe des U-Bahnhofs Langenhorn Markt. | weitere Bilder  |
| Laubenweg (Lage)                 | L079               | 0130                   | frei gewählter Name | 1932 (18. August)    | Umbenennung eines Teilstücks in Scharnskamp und Ausbau: 10. März 1958. Beim Bau eines Teils der Linne-Siedlung entstanden, bestehend aus kleinen Mietshäusern für Erwerbslose und ihre Familien, die später erworben werden konnten. Die Siedlung wurde von Otto Linne in seinen beiden letzten Amtsjahren geplant und gebaut. Nach der Machtergreifung der Nationalsozialisten wurde er von ihnen angefeindet und Ende 1933 in den Ruhestand versetzt. Weitere Häuser der Siedlung befinden sich an den Straßen Krohnstieg, St. Jürgens Holz und Cordesweg. |                 |
| Laukamp (Lage)                   | L089               | 0915                   | nach der Langenhorner Hufnerfamilie Lau (1658 bis um 1900) | 1920 (30. Mai)       | Beim Bau der Fritz-Schumacher-Siedlung entstanden. Ab den 1590er Jahren sind unter anderem die Namen der Hufner erfasst. Mitglieder der Familie Lau (anfangs auch Lauwe) besaßen von 1658 bis um 1900 die Hufe III (1932 abgebrannt), die am heutigen Rodenkampweg schräg gegenüber der Einmündung zur Straße Auf dem Felde lag. 1762 baute sich zudem Timm Lau die Anbauerstelle an der Ostseite des Dorfteiches an der Tangstedter Landstraße an. Nach ihm war sein Sohn Hein Lau der Eigentümer. Dessen Tochter, die einzige Erbin heiratete den Rademacher Hans Timm, dessen Nachkommen die Anbauerstelle lange Zeit besaßen. Das Haus an der Tangstedter Landstraße 25 Ecke Timmweg wurde 1968 abgerissen. Später befand sich war dort ein Aldi-Markt, dann eine Schlecker-Filiale. Laut einer Quelle soll die Familie in der Gegend vom Laukamp „ihren Landbesitz“ gehabt haben, doch die Hufen hatten jeweils nicht nur an einer Stelle ihre Äcker, sondern in ganz Langenhorn verteilt. Das dichteste Flurstück, auf dem die ältesten drei Hufen (I–III) unter anderem ihre Äcker hatten, war Immenhöven (Flurkarte von 1750 Im Häben, 1804 Imhöfen) an der Südseite der Straße Laukamp. Kamp = Acker, Weide. Lat.: Campus = Feld. Am Laukamp 8 wohnte und druckte der Maler und Grafiker Max Weiss. Nach der Ausbombung 1943 in Hammerbrook wohnte der Liedermacher und Lyriker Wolf Biermann mit seiner Mutter im Laukamp 10. | Bilder          |
| Leegmoor (Lage)                  | L099               | 0165                   | nach der Geländebeschaffenheit | 1960 (1. Juli)       | Leeg, niederdeutsch = niedrig, tiefliegend, aber auch leer, unbewohnt. |                 |
| Leemgrove (Lage)                 | L100               | 0150                   | nach einer Lehmgrube | 1929 (16. Juli)      | Auf den Flurkarten von 1750 und 1804 gibt es kein Flurstück in der Nähe, das Leemgrove oder ähnlich heißt. Leemgrove, niederdeutsch = Lehmgrube. |                 |
| Leezener Weg (Lage)              | L103               | 0225                   | Leezen, Gemeinde im Kreis Segeberg in Schleswig-Holstein | 1954 (3. Dezember)   | Davor Stockflethweg Nebenweg 1. Motivgruppe: „Orte nördlich von Hamburg“. |                 |
| Lerchensporn (Lage)              | L391               | 0140                   | nach der Pflanzengattung Lerchensporn | 2002 (29. Januar)    | Motivgruppe: „Pflanzen im Raakmoor“. |                 |
| Leyendeckerweg (Lage)            | L396               | 0145                   | nach dem Leyendecker, einer früheren Bezeichnung für den Schieferdecker                                                                                              | 2010 (19. Oktober)   | Motivgruppe: „Historische Handwerksberufe“. |                 |
| Libellenweg (Lage)               | L158               | 0120                   | nach dem Insekt Libelle | 1940 (11. Februar)   | Teilaufhebung: 19. März 1983. |                 |
| Lütte Raak (Lage)                | L292               | 0285                   | nach dem Flurnamen Raack | 1960 (1. Juli)       | Raak oder Raack meint allgemein die Rodung. Lütte, niederdeutsch für Kleine. In der Flurkarte von 1750 sind die Flurstücke Raack (mehrmals in zwei Gebieten), Op de Raack, In de Raack und Raacks Mohr eingezeichnet und in der von 1804 die Flurstücke Raack (mehrmals in einem Gebiet) und Raacksheide. |                 |
| Masen (Lage)                     | M081               | 0245                   | nach einem Flurnamen | 1938 (6. Oktober)    | Auf den Flurkarten von 1750 sind fünf Flurstücke und 1804 ein Flurstück mit Namen Maasen eingezeichnet. Mase = Moorniederung. Der 10. Längengrad (Meridian) östlicher Länge (10° Ost) durchquert die Straße Masen. |                 |
| Masenkamp (Lage)                 | M082               | 0660                   | nach dem Flurnamen Maasen | 1952                 | Davor Weg 43. Am 7. Februar 1964 Verlängerung durch Umbenennung vom Reekampsweg. Kamp = Acker, Weide. Lat.: Campus = Feld. Siehe Masen. |                 |
| Masenredder (Lage)               | M083               | 0225                   | nach dem Flurnamen Maasen | 1938 (6. Oktober)    | Verlängerung: 7. Februar 1964. Redder = Weg, der beidseitig von einer Hecke oder einem Knick begrenzt wird. Siehe Masen. |                 |
| Masenstieg (Lage)                | M084               | 0235                   | nach dem Flurnamen Maasen | 1938 (6. Oktober)    | Verlängerung: 7. Februar 1964. Stieg = schmaler Fußweg. Siehe Masen. |                 |
| Melahnweg (Lage)                 | M131               | 0115                   | Johan Heinrich Wilhelm Melahn (1837–1910), Schmied | 1952 (4. Oktober)    | Davor Wischhöfen Nebenweg 1. Am 14. April 1866 meldete Melahn seine Huf- und Wagenschmiede an der Langenhorner Chaussee 391 an. Der Zeit angepasst wurde die Schmiede ab 1946 nach und nach zum Zweiradcenter Melahn umgewandelt und man baute und betrieb zudem auf dem Grundstück, neben dem Gebäude eine Tankstelle. 2008 zog das Zweiradcenter Melahn nach Kaltenkirchen und später nach Neunkirchen. Heute befindet sich im alten Gebäude ein Lieferservice für Fast Food. |                 |
| Meyer-Delius-Platz (Lage)        | M176               | 0070                   | Hugo Meyer-Delius (1877–1965), Kinderarzt | 1968 (7. Januar)     | Kein Platz im herkömmlichen Sinne, sondern eine kurze Straße. Motivgruppe: „Ärzte“. | Bilder          |
| Middeltwiete (Lage)              | M185               | 0495                   | nach den vorherigen Namen | 1949 (26. Februar)   | Davor: Middeltwiete Ost und Middeltwiete West. Parallel verlaufenden Mitteltwiete zwischen zwei Straßen. Twiete = schmaler Weg. Der 10. Längengrad (Meridian) östlicher Länge (10° Ost) durchquert die Straße Middeltwiete. |                 |
| Moorlilientwiete (Lage)          | M434               | 0125                   | nach der Pflanzenart Moorlilie | 2002 (29. Januar)    | Motivgruppe: „Pflanzen im Raakmoor“. Twiete = schmaler Weg. |                 |
| Moorreye (Lage)                  | M275               | 0730 (im Stadtteil)    | nach einem Flurnamen | 1914 (1. August)     | Östlich des Raakmoorgrabens befindet sich die Straße Hummelsbüttel. Sie ist beim Bau der Siedlung Siemershöh entstanden. Ausbau: 16. Juli 1929. Die Flurstücke sind in den Flurkarten von 1750 als Mohr Reyen und 1804 als Moorreye, Moorrey's Koppel und Moorreye's Koppeln eingezeichnet. Sie wurden nach dem anliegendem Grenzbach Moorreye zwischen Hummelsbüttel und Langenhorn benannt. Die Moorreye wurde später in Raakmoorgraben umbenannt. Reye = Rinne, Bach. In der Mooreye 94 wurde ein Stolperstein für Walter Mittelbach verlegt, der dort wohnte. Sein Bruder Ernst Mittelbach wohnte dort ebenfalls. Der Entomologe Eduard Wagner wohnte in der Moorreye 103. | Bilder          |
| Moorreyenbrücke (Lage)           | –                  | 0010                   | nach Lage und Funktion | 1960 (15. Juli)      | Die Brücke überquert im Zuge der Straße Moorreye den Raakmoorgraben. |                 |
| Moosbruch (Lage)                 | M293               | 0150                   | nach der Geländebeschaffenheit | 1960 (17. Mai)       | Bruch = Sumpf- oder Moorland. |                 |
| Mözener Weg (Lage)               | M230               | 0330                   | Mözen, Gemeinde im Kreis Segeberg in Schleswig-Holstein | 1954 (3. Dezember)   | Davor Stockflethweg Nebenweg 1. Motivgruppe: „Orte nördlich von Hamburg“. |                 |
| Neelsenweg (Lage)                | N021               | 0085                   | nach der im 18. Jahrhundert in Langenhorn ansässigen Bauernfamilie Neelsen                                                                                           | 1952 (3. April)      | Davor Weg 166 Nebenweg 1. 1750 erhielt Heinrich Neelsen an der nordwestlichen Ecke Langenhorns Land zum Bau eines Kahlhofes. Zum Bau der Kate bekam er eine Eiche geschenkt. 1762 nahm er noch Land dazu. Später übernahm sein Schwiegersohn Hans Christ. Buck die Landstelle, die durch große Landausweisungen fast zu der Größe einer Vollhufe heranwuchs. 1900 verkauften Bucks Nachfahren den Besitz an den Hamburger Staat. Der baute dort 1924 bis 1925 eine Landeserziehungsanstalt des Jugendamtes, auch Landheim genannt. Das unter Denkmalschutz stehende Gebäude des Landheims am Bärenhof 32–34 wurde verkauft und renoviert. Heute befinden sich Wohnungen darin. | weitere Bilder  |
| Nettelkrögen (Lage)              | N038               | 0255                   | nach einem Flurnamen | 1936 (20. November)  | Das Flurstück ist auf der Flurkarte von 1750 als Nettel Krögen eingezeichnet. Nettel, niederdeutsch = Nessel, Brennnessel. Krögen, niedeutsch = Ecke, Winkel. |                 |
| Neubergerweg (Lage)              | N043               | 1200                   | Theodor Neuberger (1856–1938), Psychiater | 1932 (3. Juli)       | Davor ab 2. August 1921 Tannenzuschlag und Teil vom Weg 472. Verlängerung: 6. September 1960. Von 1906 bis zum 31. Januar 1924 leitete Neuberger als Direktor die Irrenanstalt Langenhorn (heute Asklepios Klinik Nord, Standort Ochsenzoll). Unter seiner Führung erfolgten wesentliche Erweiterungen der Langenhorner Anstalt. Motivgruppe: „Ärzte“. Am Neubergerweg 80–82 wohnten ab Dezember 1961 der ehemalige Bundeskanzler Helmut Schmidt und dessen Frau Loki Schmidt, die ab 1962 eine Zeit lang in der Schule am Eberthofweg 63 als Lehrerin unterrichtete. | Bilder          |
| Neukoppel (Lage)                 | N077               | 0425                   | nach dem Flurnamen Neue Koppeln | 1956 (1. Dezember)   | Das Flurstück ist auf der Flurkarte von 1804 eingezeichnet. Koppel = umzäunte Weide. |                 |
| Ochsenstieg (Lage)               | O220               | 0400                   | nach dem Bezug zu dem Ortsteil Ochsenzoll. Stieg = schmaler Fußweg.                                                                                                  | 2010 (19. Oktober)   | |                 |
| Ochsenweberstraße (Lage)         | O0221              | 0865                   | nach einem Handwerksberuf, dem Weben schwerer Tuche | 2010 (19. Oktober)   | Davor seit mindestens 1898 namenlose Straße im Krankenhaus Ochsenzoll. Motivgruppe: „Historische Handwerksberufe“. | Bilder          |
| Oehleckerring (Lage)             | O029               | 0850                   | Franz Oehlecker (1874–1957), Hamburger Chirurg | 1963 (6. September)  | Verlängerung: 14. August 1964. Motivgruppe: „Ärzte“. |                 |
| Olenland (Lage)                  | O090               | 0460                   | nach einem Flurnamen | 1960 (17. Mai)       | Das Flurstück ist in den Flurkarten von 1750 als Aufn Alten Lande und 1804 als Ohlenlande eingezeichnet. Olen, Ohlen, niederdeutsch = Alten. |                 |
| Paalmoor (Lage)                  | P002               | 0190                   | nach einem Flurnamen | 1929 (16. Juli)      | Paal, Pahl, niederdeutsch = Pfahl. Gemeint ist das Moor beim Grenzpfahl Nr. 25, der auch auf der Flurkarte von 1750 eingezeichnet ist. Das dortige Moor ist als Mohr beym Pfahl eingezeichnet. In der Flurkarte von 1804 ist das Gebiet als Pfahl-Moor eingezeichnet, 1900 auch Pfahlmoor. Als Christian IV., der König von Dänemark und Norwegen, der auch Herzog des Herzogtum Holstein war, 1640 die Herrschaft Pinneberg zufiel, gehörten alle Gebiete, bis auf Fuhlsbüttel, um Langenhorn herum zu Dänemark. 1641 hatte er ein Heerlager für ca. 10.000 Mann in Fuhlsbüttel errichten lassen und ließ bei der Gelegenheit die Grenze zwischen Langenhorn und dem dänischen Hummelsbüttel mit neuen Pfählen, die das Signum des Königs trugen, neu abstecken. Dabei hielt er sich nicht an die vorherige Grenze, sondern veränderte diese zu seinem Gunsten. Teilweise standen die Pfähle 40 Ruten zu weit auf Langenhorner Gebiet. Weil sie genug Probleme mit dem König hatte, beließ es die hamburgische Obrigkeit bei der neuen Grenze. 1689 wurden die Grenzpfähle erneuert. Am 16. Oktober 1732 wurde neben dem alten Pfahl Nr. 25 der neue Pfahl Nr. 25 aufgestellt. 1802 wurde der Grenzpfahl Nr. 25 gegen den Grenzstein Nr. 9 ausgetauscht. Er trägt die Inschrift „HP“ (Herrschaft Pinneberg), „C7“ (Christian VII.), „1802“, „No. 9“. |                 |
| Pannsweg (Lage)                  | P019               | 0460                   | nach der Langenhorner Bauernfamilie Pann | 1933 (30. April)     | Die Bauernfamilie Pann muss sich nach 1807 angesiedelt haben, denn bis dahin sind die Eigentümer der Hufen, Katenstellen sowie die Brinksitzer- und Anbauerstellen in der Literatur aufgeführt. Johann Peter Pann ist ab 1867 im Hamburger Adressbuch erfasst (vorher sind dort keine Langenhorner erfasst), mit den Zusatz Landmann und Krämerei. 1876 hatte sein Sohn Johann Joachim den Betrieb übernommen. 1877 ist die Straße An der Grenze als Adresse angegeben, womit die spätere Straße Am Ochsenzoll gemeint ist. 1900 ist Weg 538 als Adresse angegeben, der 1903 in Am Ochsenzoll umbenannt wurde. Ab 1909 ist auch die Adresse mit Hausnummer angegeben, Am Ochsenzoll 10. Ist anfangs neben Landmann noch die Krämerei mitaufgeführt, 1877 statt Krämerei auch Brennereibesitzer, so steht später nur noch Landmann als Berufsbezeichnung. Ab 1925 ist er nicht mehr im Hamburger Adressbuch verzeichnet. Der Pannsgraben, von der Straße Am Ochsenzoll kommend, unterquert den Pannsweg nahe dem östlichen Ende und mündet etwas weiter südlich in den Bornbach. |                 |
| Pappelwisch (Lage)               | P241               | 0265                   | nach einer mit Pappeln umgebenen Wiese | 1979 (31. Mai)       | Wisch niederdeutsch = Wiese. |                 |
| Parowstraße (Lage)               | P037               | 0230                   | Wilhelm Parow (1887–1959), Arzt | 1961 (10. April)     | Motivgruppe: „Ärzte“. Der evangelisch getaufte Wilhelm Parow wurde am 12. Januar 1887 als Sohn des Oberlehrers, Professor Doktor der Philosophie Karl Hermann Hippolyt Walter Parow und dessen Ehefrau Dora Ottilie, geborene Aye, in Charlottenburg geboren. Als in der Promenadenstraße 11 in Berlin-Lichterfelde wohnender Medizinalpraktikant heiratete er am 19. September 1912 im Standesamt Berlin-Mariendorf die evangelisch getaufte Charlotte Johanna Marie Heintze (* 4. Februar 1888 in Berlin), Tochter des Bankvorstehers Ludwig Wilhelm Rudolf Heintze und dessen Ehefrau Auguste Luise, geborene Schmidt. Parow arbeitete vor und nach dem Ersten Weltkrieg im Krankenhaus Altona. Nach der Machtergreifung der Nationalsozialisten wurde er als sogenannter „Vierteljude“ diskriminiert und beruflich benachteiligt. Von 1950 bis 1958 war er Präsident der Ärztekammer Hamburg. Am 7. April 1959 verstarb er in Hamburg. Ein Sohn, der praktische Arzt Friedrich Ernst Parow (* 27. November 1913 in Altona) fiel im Zweiten Weltkrieg am 27. Januar 1942 bei Wjasma als Assistenzarzt der Reserve beim Stab der Panzerinstandsetzungsabteilung 552. Ein zweiter Sohn, der Student der Medizin Wilhelm Uwe Parow (* 2. November 1924 in Altona) fiel am 25. November 1943 als Fahnenjunker und Unteroffizier der 6. Kompanie, Grenadier-Regiment 254 auf dem östlichen Kriegsschauplatz in Kurganje. |                 |
| Pferdnerstieg (Lage)             | P264               | 0080                   | nach einer alten Berufsbezeichnung | 2010 (19. Oktober)   | Ein Pferdner war ein Bauer, der Pferde zur Bestellung seiner Äcker halten musste. Stieg = schmaler Fußweg. |                 |
| Pflugschmiedweg (Lage)           | P265               | 0160                   | nach einem alten Handwerksberuf | 2010 (19. Oktober)   | Pflugschmied = Auf Pflüge spezialisierter Schmied. Motivgruppe: „Historische Handwerksberufe“. |                 |
| Poppelauweg (Lage)               | P163               | 0195                   | nach der im 18. und 19. Jahrhundert in Langenhorn ansässigen Bauernfamilie Poppelau                                                                                  | 1952 (3. April)      | Davor Wittekopsweg Nebenweg 1. Am 18. Mai 1745 erhielt Claus Poppelau (auch Pöppelau) nördlich des Dorteichs ein Stück Land zum Bau einer Kate und eines Kohlhofes. Durch Landausweisungen vergrößerte sich der Besitz. Nach ihm war sein Sohn Hinrich der Eigentümer, wobei er als Altenteil freie Wohnung, Korn-, Wiesen- und Gartenland bekam, das sein Sohn für ihn unentgeltlich bearbeitete. 1840 befand sich die Stelle nicht mehr in Familienbesitz. Die Kate stand an der Langenhorner Chaussee 174 und wurde 1963 abgerissen. In einer Einwohnerliste des Jahres 1772 ist Claus Poppelau als Arbeitsmann aufgeführt. Claus Poppelau, der in den Grundsätzen der evangelischen Religion ziemlich gute Kenntnisse und eine Anlage zum Unterrichten hatte, aber vom Schreiben nur wenig und vom Rechnen gar nichts verstand, übernahm 1786 bis Ostern 1800 den Schulunterricht in Langenhorn. Er unterrichtete und wohnte in einer kleinen Schulkate, die im Sommer auch als Hirtenkarte diente, da im Sommer kein Unterricht stattfand und er als Kuhhirte zu dem geringen Schuleinkünften Geld dazuverdiente. | weitere Bilder  |
| Porschpfad (Lage)                | P175               | 0295                   | nach einer Sumpfpflanze | 1940 (11. Februar)   | Porsch = Porst, Sumpfporst. |                 |
| Puttwiese (Lage)                 | P223               | 0305                   | nach einem Flurnamen | 1959 (2. Januar)     | Das kleine Flurstück ist auf der Flurkarte von 1804 als Puttwiese eingezeichnet, 1900 wurde es ebenfalls Puttwiese genannt. Putt, Pott, Pütt, Pütte, niederdeutsch = Topf. Im Mittelniederdeutschen unter anderem auch Pfütze, Grube, Vertiefung, Wasserloch, Mulde, Morast, Sumpf, Pfuhl, Brunnen. |                 |
| Querpfad (Lage)                  | Q011               | 0170                   | nach der Funktion als Querweg | 1934 (15. Dezember)  | Die Straße Querpfad ist eine quer verlaufende Straße zwischen den Straßen Am Ochsenzoll und Stockflethweg. |                 |
| Raakmoorgrund (Lage)             | R418               | 0120 (im Stadtteil)    | nach der Lage beim Raakmoor | 1977 (23. Mai)       | Östlich des Raakmoorgrabens befindet sich die Straße in Hummelsbüttel. Davor Teil vom 1950 benannten Grützmühlenweg, der zum Teil verschwand. Raak oder Raack meint allgemein die Rodung. In der Flurkarte von 1750 ist das Raakmoor als Raacks Mohr eingezeichnet. Der Grützmühlenweg befindet sich nun nur noch in Hummelsbüttel, wie zuvor auch die von Nicolaus Andreas Behrmann 1841 errichtete, von Pferden angetriebene Grützmühle, die dort bis 1885 von dessen Sohn Hinrich Adolf Behrmann betrieben wurde. Danach verfiel das Gebäude und musste 1962 abgerissen werden. Vor dem Abriss wurde das Mahl- und Göpelwerk herausgenommen und vorerst eingelagert. 1966/1967 wurde das Gebäude der Grützmühle im Museumsdorf Volksdorf nach 1942 angefertigten Aufmaßplänen rekonstruiert und das alte originale, betriebsfertig hergerichtete Mahl- und Göpelwerk eingebaut. |                 |
| Raaksheide (Lage)                | R001               | 0355                   | nach einer Flurbezeichnung | 1960 (1. Juli)       | Davor Weg 705. Raak oder Raack meint allgemein die Rodung. In der Flurkarte von 1804 ist das Flurstück Raacksheide eingezeichnet. | Bilder          |
| Reeborn (Lage)                   | R077               | 0130                   | nach dem Quellgebiet eines Baches | 1955 (19. Februar)   | Ab den 11. Januar 1967 Privatstraße. Rhee = Bach. Born, niederdeutsch = Bach oder Quelle. In dem Zusammenhang dann Quelle. |                 |
| Reekamp (Lage)                   | R078               | 0790                   | nach einem Flurnamen | 1910 (30. November)  | 1910 Reckkamp. Davor Weg 351 und Weg 357. 1952 oder 1953 Umbenennung in Reekamp 8. Mai 1942 Teilumbenennung in Wulffsblöcken und Ausbau, Teilaufhebung: 25. Juni 1963, veränderter Verlauf: 7. Februar 1964. Das Flurstück ist in den Flurkarten von 1750 als Reek-Camp und 1804 als Reckkamp eingezeichnet. Ein Flurstück wurde 1688 auch Rheestück genannt. Reek, niederdeutsch = Unkraut Rhee = Bach. Kamp = Acker, Weide. Lat.: Campus = Feld. Der Marinemaler und Illustrator Fritz W. Schulz wohnte und arbeitete ab 1955 bis zu seinem Tode 1962 im Reekamp 45. | weitere Bilder  |
| Reestück (Lage)                  | R089               | 0070                   | nach einem Flurnamen | 1957 (15. Mai)       | Das Flurstück wurde 1688 als Rheestück bezeichnet. Rhee = Bach. |                 |
| Rittmerskamp (Lage)              | R214               | 0600                   | nach einem Flurnamen | 1910 (30. November)  | Davor Weg 51. Ausbau: 26. Februar 1949, 31. Januar 1956 und 5. September 1960. 1961 Verlängerung durch Umbenenng eines kleinen Teilstücks der Straße Auf dem Felde. 1688 wurde das Flurstück Rittmißkamp genannt, in der Flurkarte von 1750 Rittmeisters Camp und in der Flurkarte von 1804 Rittmers Kamp. Der Hamburger Heimatforscher Johann Friedrich Voigt vermutete 1909, dass der Rittmeisterkamp Saatland zum Gebrauch des Reitenden Dieners des ehemaligen Grundherren gewesen sei, was aber nicht belegt ist. Fest steht, dass das Flurstück 1688, 62 Jahre vor der Flurkarte von 1750 und der Bezeichnung Rittmeisters Camp den Namen Rittmißkamp hatte. Zur Hufe I gehörten 1688 unter anderen 5 Ackerstücke auf dem Flurstück Rittmißkamp. Schon vor 1750 war das Flurstück Saatland der ältesten drei Hufen (Hufe I–III). Retmisse, niederdeutsch = ein mit Ried bestandenes, sumpfiges Wald- oder Wiesenstück. Kamp = Acker, Weide. Lat.: Campus = Feld. | weitere Bilder  |
| Rodenkampweg (Lage)              | R222               | 0960                   | nach einem Flurnamen | 1903 (25. November)  | Davor Weg 166. Der Rodenkampweg wurde um 1900 schon so genannt. Am 6. Oktober 1938 erfolgte eine Verkürzung, durch die Umbenennung eines Teilstücks in Wittekopsweg, am 3. April 1952 eine Verlängerung bis zum Krohnstieg, durch die Umbenennung vom Weg 149. Dort, wo sich das Flurstück befindet, war vorher ein Teil des Waldes Hundeskroch (Name 1688), Hund Schroht (Name 1750) oder Hunnenschroh (Name 1804). Zur Hufe I gehörten 1688 unter anderem 3 und 4 Äcker auf zwei Stücken Im Hundeskroch. Auf der Flurkarte von 1750 ist das Flurstück Rohn Camp eingezeichnet, bestehend aus zwei aneinanderliegenden Teilen mit 7 Äckern. Ein Teil streckt sich in den Wald hinein, während der andere eng anliegt. Möglicherweise sind das die beiden Stücke. Andere liegen nicht im Wald. Bis 1804 wurden weitere Teile des Waldes gerodet und das Flurstück in seiner Größe ca. verdreifacht. Das Flurstück trug nun den Namen Rodenkamp. Das Flurstück gehört zu den ältesten drei Hufen (Hufe I–III). Rohn, Rohne = umgehauener oder umgefallener Baumstamm. Kamp = Acker, Weide. Lat.: Campus = Feld. Rodenkamp heißt so viel wie gerodetes Feld. Der Rodenkampsweg ist mit Langenhorner Chaussee und der Tangstedter Landstraße eine der ältesten drei Straßen in Langenhorn. Er verband gegenüber der Einmündung der Tangstedter Landstraße die Langenhorner Chaussee mit dem Achterort (auch Hinterort oder altes Dorf), wo die ältesten drei Hufen mit den dortigen zugehörigen Altenteiler- und Tagelöhnerkaten standen. Der Achterort lag 300 bis 400 Meter westlich der Langenhorner Chaussee und südlich vom Rodenkampweg. Das Teilstück an der Langenhorner Chaussee wurde in Wittekopsweg umbenannt und verkehrsberuhigt. Eine Einfahrt an der Stelle von der Langenhorner Chaussee ist nicht mehr möglich. Der Rodenkampgraben liegt südlich des Rodenkampsweg. | weitere Bilder  |
| Rosmarinheide (Lage)             | R454               | 0180                   | nach der gleichnamigen Pflanzenart Rosmarinheide | 2002 (29. Januar)    | Motivgruppe: „Pflanzen im Raakmoor“. |                 |
| Röweland (Lage)                  | R256               | 0250                   | nach einem Flurnamen | 1964 (21. September) | Das Flurstück ist in den Flurkarten von 1750 als Röw Land und 1804 als Röfkamp eingezeichnet. Röw, Röwe, niederdeutsch = Rübe. |                 |
| Rüümk (Lage)                     | R355               | 0030                   | nach einem Flurnamen | 1933 (30. April)     | Das Flurstück ist in der Flurkarte von 1804 als Rühmk eingezeichnet. Rüümk ist ein freier Platz oder eine im Gehölz gelegene freie Wiese oder Weide. |                 |
| Samlandweg (Lage)                | S023               | 0665                   | Samland, russische, ehemals deutsche Halbinsel in der östlichen Ostsee                                                                                               | 1959 (28. Mai)       | Ausbau: 25. Januar 1960. Benannt der ostpreußischen Heimat vieler Heimatvertriebenen, die infolge des Zweiten Weltkrieges sich im geschrumpften Deutschland eine neue Bleibe suchen mussten. Nicht wenige fanden in Langenhorn eine zweite Heimat. | Bilder          |
| Sandfoort (Lage)                 | S031               | 0810                   | nach einer sandigen Furt durch den Bornbach | 1932 (18. August)    | Ausbau: 13. März 1959. Die Furt ist auf der Flurkarte von 1750 als Sand Fohrt eingezeichnet ist. Ein nach der Furt benanntes Flurstück namens Sandfohrtstück wurde 1688 genannt. In der Flurkarte von 1750 sind die Flurstücke Sanfohrts Stück, Lütje Sandfohrts Wisch sowie Sandfohrts Wisch (dreimal) eingezeichnet, und in der Flurkarte von 1804 die Flurstücke Sandfohrts Wiesen sowie Sandfohrtsstücke. Die Furt befand sich ungefähr an der Stelle, an der sich heute die Kulenstückbrücke befindet. Der Bornbach wurde früher auch Born oder Rheede genannt. |                 |
| Schäferhofbrücke (Lage)          | –                  | 0040                   | nach Lage und Funktion | 1960 (15. Juli)      | Die Brücke führt im Zuge der Straße Beim Schäferhof über die Gleise der U-Bahn und den parallel dazu verlaufenden Ohlmoorgraben | weitere Bilder  |
| Schäferhofstieg (Lage)           | S093               | 0225                   | in Anlehnung an die Straße Beim Schäferhof | 1958 (19. Juli)      | Das Flurstück Schäferhof ist auf der Flurkarte von 1804 eingezeichnet. Die Straße führt zu dem Flurstück, das an ihrem nördlichen Ende liegt. Die Hirtenkate darauf stand an der Ecke der Straßen Beim Schäferhof und Tannenweg. In der Kate wurde bis 1750 auch Schulunterricht gegeben. Sie wurde 1932 abgerissen. Stieg = schmaler Fußweg. |                 |
| Scharnskamp (Lage)               | S117               | 0495                   | Johann Nicolaus Scharns (1811–1863), Lehrer in Langenhorn | 1958 (10. März)      | Davor war der nördliche Teil der Straße ab den 18. August 1932 ein Teilstück vom Laubenweg. Johann Nicolaus Scharns wurde 1811 in Ritzebüttel, Krummendeich geboren. Er bildete sich zweieinhalb Jahre praktisch vor, besuchte das Seminar in Stade, war eine Zeit lang Privatlehrer in Neuhaus und später zweiter Lehrer an der Rumbaumschen Schule am Valentinskamp in Hamburg-Neustadt unter dem Oberlehrer Johann Jacob Hinrich Rebeling. Er hatte gute Zeugnisse und spielte gut Orgel. 1841 wurde er Lehrer der Langenhorner Schule. Da die alte Schulkate nicht genutzt werden konnte, weil sie als Altenteil des alten Lehrers Hinrich Dreyer (1779–1846) diente, wurde ein Haus zwischen dem Dorfteich und der Langenhorner Chaussee angemietet. Von 1843 bis 1886 wurde dann das neugebaute Schulgebäude an der Langenhorner Chaussee 202 benutzt (1951 abgerissen). 1844 wurde ein zweiter Lehrer eingestellt. Pastor Faß hielt im Schulhaus gelegentlich Gottesdienste für die alten und kranken Menschen, die den weiten Weg zur St. Johanniskirche in Eppendorf nicht auf sich nehmen konnten. Scharns spielte dann die Orgel und hielt wohl auch gelegentlich Bibelstunde. Zur Benotung hatte er nicht sechs Grade, wie heute, sondern zwölf: 1 = musterhaft, 2 = vorzüglich gut, 3 = lobenswert, 4 = recht sehr gut, 5 = sehr gut, 6 = recht gut, 7 = gut, 8 = zufrieden, 9 = ziemlich gut, 10 = mittelmäßig, 11 = schlecht, 12 = sehr schlecht. Es wurde auch das Betragen, der Fleiß und die Reinlichkeit bewertet. Da seine Besoldung nicht sehr hoch war, gab er Privatunterricht in Sprachen und Musik. Er hatte auch Kinder aus England und Lateinamerika in Pension aufgenommen, die hier erzogen werden sollten. 1863 verstarb Johann Nicolaus Scharns und hinterließ eine Witwe. Testamentarisch hatte er festgelegt, in Elmshorn, in dem Heimatort seiner Frau beerdigt werden zu wollen. Am 26. September 1863 wurde er in Elmshorn beigesetzt. Kamp = Acker, Weide. Lat.: Campus = Feld. | weitere Bilder  |
| Schierenkamp (Lage)              | S150               | 0140                   | nach einem Flurnamen | 1965 (14. Dezember)  | Niederdeutsch: Schir(en), Schier = Grenze, Grenzgebiet. Kamp = Acker, Weide. Lat.: Campus = Feld. Die Straße Schierenkamp gab es davor auch schon, jedoch war sie dann eine Verlängerung der Wrangelkoppel zwischen den Straßen An der Baumschule und Jugendparkweg (vor dem 8. September 1952 Weg 166). Mit dem Bau des neuen Schierenkamp, der nun vom alten abging, wurde der alte umbenannt und ein Teilstück der Wrangelkoppel, die bis zum Krohnstieg verlängert wurde. Das Flurstück ist auf den Flurkarten von 1750 als Schieren Camp und 1804 als Schirenkamp eingezeichnet. Auf diesem Flurstück befindet sich nun (nach den Grenzen von 1802) das Teilstück der Wrangelkoppel (am Rand) und die Straße Schierenkamp mit ihren Häuser sowie das Haus Jugendparkweg 35. Das Flurstück grenzt an den anderen Seiten an die Straßen oder Wege Jugenparkweg (den als Fußgängerweg genutzten Teil) und An der Baumschule (den als Fußgängerweg genutzten Teil). Gleich in der Nähe gab es auch das Flurstück Schieren Böhm (1750) oder Schirenbömen (1804), das einst mal ein Waldgebiet gewesen war. Boom, Bööm, Böhm, Böm kommt aus den Niederdeutschen und heißt Baum. Bööm oder Böhm kann aber auch die Mehrzahl von Boom (Baum) sein, wie auch Bömen es von Böm ist. | weitere Bilder  |
| Schillingswisch (Lage)           | S168               | 0090                   | nach einem Flurnamen | 1950 (15. Februar)   | Das Flurstück ist in den Flurkarten von 1750 als Schillings Wisch und 1804 als Schillingswiese eingezeichnet. Die Namensherkunft ist nicht geklärt. Der Anbauer Eggert Schilling (auch 1807 genannt), der dritte Eigentümer der Anbauerstelle und der Kate an der Langenhorner Chaussee 212 Ecke Krohnstieg (1965 abgerissen), von der heute nur noch die Zugangstreppenstufen stehen, kommt als Namensgeber der Wiese zeitlich nicht in Frage, da die Anbauerstelle und die Kate erst seit 1769 existierten. Vor ihm ist kein Landeigentümer mit dem Nachnamen bekannt. Der 1807 genannte Holzfager Hinrich Schilling kommt aus denselben Gründen nicht in Frage. Ob der Hamburger Bürgermeister von 1464 bis 1480 Albert Schilling Grundeigentümer in Langenhorn war, geht aus der Literatur nicht hervor. Auch nicht auszuschließen ist im Bereich der möglichen Namensherkünfte, das Zahlungsmittel Schilling. Wisch niederdeutsch = Wiese. |                 |
| Schlüüskamp (Lage)               | S221               | 0200                   | nach einem Flurnamen | 1937 (20. Mai)       | Das Flurstück ist in den Flurkarten von 1750 als Schlüs Camp und 1804 als Schleusenkamp eingezeichnet. Um 1850 hatte man auf dem Flurstück Schlüs Wisch Stücke von Mühlensteinen, „eine ganze Menge“ angebrannter eichener Balken und Bohlenreste ausgegraben. Durch die Bedeutungen der Flurnamen, 1750, Möhlen Camp (Mühlenkamp), Schlüs Camp, Schlüs Wisch, Dieck Camp, Dieck Wisch und 1804 Schleusenkamp, Dieckkamp, Dieckwiesen, hinter den Dieckwiesen sowie Ohlendieck, geht man davon aus, dass der Born bzw. Bornbach in dem Gebiet zu einem Teich angestaut war, um die Wassermühle zu betreiben. Die Wassermühle ist in keiner alten Urkunde erwähnt, was sie bei ihrer wirtschaftlichen Wichtigkeit eigentlich müsste. Deshalb wird angenommen, dass es sie 1283 schon nicht mehr gab. 1283 waren zudem die Langenhorner bereits Zwangsmahlgäste der Wassermühle in Fuhlsbüttel. Slüüs, Schlüüs, niederdeutsch = Schleuse. Kamp = Acker, Weide. Lat.: Campus = Feld. |                 |
| Schmalfelder Straße (Lage)       | S231               | 0330                   | Schmalfeld, Gemeinde im Kreis Segeberg in Schleswig-Holstein | 1952 (14. Juli)      | Motivgruppe: „Orte nördlich von Hamburg“. |                 |
| Schmuggelbrücke (Lage)           | –                  | 0010                   | nach Lage und Funktion | 1960 (15. Juli)      | Die Brücke ist eine Fußgängerbrücke. Sie überquert im Zuge des Schmuggelstiegs die Tarpenbek. Der nördliche Teil befindet sich in Norderstedt. |                 |
| Schmuggelstieg (Lage)            | S245               | 0160                   | nach dem Warenschmuggel zwischen Hamburg und Schleswig-Holstein, der bis 1867 beim Ochsenzoll stattfand                                                              | 1950 (15. Februar)   | Nördlich der Mitte der Tarpenbek in Norderstedt. Der 10. Längengrad (Meridian) östlicher Länge (10° Ost) durchquert den Schmuggelstieg. Zu Zeiten der Weimarer Republik hatte der nördliche Schmuggelstieg schon seinen Namen, auf Hamburger Seite war er jedoch namenlos. Nach der Machtergreifung der Nationalsozialisten erhielten beide Seiten den Namen Schlageter Weg, nach dem wegen Sabotage gegen die französische Ruhrbesatzung 1923 erschossen Albert Leo Schlageter. 1950 wurden beide Seiten umbenannt in Schmuggelstieg. 1612 errichtete Graf Ernst zu Holstein-Schaumburg am Ochsenzoll eine Zollstation der Grafschaft Holstein-Pinneberg, an der man Zoll für Waren aller Art zahlen musste, was Christian IV., König von Dänemark und Norwegen, sowie Herzog des Herzogtum Holstein störte. Er ließ sie durch Christian von Pentz zerstören. Danach einigte man sich, dass jährlich drei Wochen lang für Ochsen, die über den Ochsenweg zur Grenze gelangten, Zoll verlangt werden dürfe. Nach dem Tod des letzten Schauenburger Otto V. wurde die Grafschaft aufgeteilt. Die Herrschaft Pinneberg und damit auch der Ochsenzoll fielen an Christian IV., der diese ins Herzogtum Holstein eingliederte. Darauf wurde bald nicht nur für die Ochsen Zoll bezahlt, sondern ganzjährig für Waren aller Art. Die Zollstation befand sich von Langenhorn aus gesehen am Anfang der Ulzburger Straße. 1840 wurde sie an die Langenhorner Chaussee verlegt. Das Zollhaus (1956 abgerissen) stand an der Langenhorner Chaussee 689, das ehemalige Wohnhaus des Zöllners steht an der Segeberger Chaussee 26. Nach dem Deutsch-Dänischen Krieg 1864 bestand das Österreichisch-preußische Kondominium in Schleswig-Holstein, 1865 wurde Holstein von Österreich verwaltet. Nach dem Deutschen Krieg von 1866 fiel Schleswig und Holstein an Preußen. 1867 entstand die preußische Provinz Schleswig-Holstein, und die Zollstation wurde an den Eppendorfer Mühlenteich in Eppendorf verlegt. Damit hörte der Schmuggel beim Ochsenzoll und an anderen Stellen der Langenhorner Grenze auf. Stieg = schmaler Fußweg. | weitere Bilder  |
| Schwelmer Weg (Lage)             | S356               | 0290                   | Schwelm, Kreisstadt des Ennepe-Ruhr-Kreises in Nordrhein-Westfalen                                                                                                   | 1953 (4. Dezember)   | Davor Käkenflur Nebenweg 2. Ausbau: 3. Dezember 1979. Motivgruppe: „Städte im westdeutschen Industriegebiet“. |                 |
| Schwenweg (Lage)                 | S360               | 0380                   | nach der Langenhorner Bauern- und Gastwirtfamilie Schwen | 1948 (26. Januar)    | Davor ab 15. Dezember 1934 Siedlerweg. Ein Urahn der Familie Schwen ist der Grobschmied aus Garstedt Sven Svennsen (im Begräbnisbuch der Quickborner Marienkirche Swen Swennsen), der ca. 70-jährig am 18. Dezember 1708 in Quickborn beerdigt wurde. Er hatte ca. 20 Jahre in Garstedt gelebt und hatte 6 Kinder. Er stammte aus der schwedischen Stadt Jönköping und soll „wohl als nordischer Dragoner“ nach Holstein verschlagen worden sein. Am 11. Oktober 1769 erhielt Johann Hinrich Schwen (auch Schween) im Born, an der Tangstedter Landstraße gegenüber dem Krankenhaus Heidberg, auf dem er einen Katen- und Kohlhof errichtete. Am 1. August 1843 wurde Joachim Mathias Schwen im Born eine Gaststättenkonzession erteilt, der dort eine Gastwirtschaft mit Vorspann zum Pferdewechsel betrieb (1968 abgerissen). Im Hamburger Adressbuch wird der Familienname von 1867 bis 1900 Schwenn geschrieben. Sein Sohn Johann Peter Schwen (auch Schwenn) erwarb am Wattkorn Land und baute 1877 an der Tangstedter Landstraße 230 ein Gasthaus, betrieb zudem aber auch Landwirtschaft. 1890 übernahm sein Sohn Carl August Schwen das Land und die Gastwirtschaft. 1910 wurde hinten an der Gastwirtschaft eine Veranda angebaut. Durch Landverkäufe wurde 1911 der Landbesitz kleiner. Dessen älterer Sohn Carl Wilhelm Schwen (* 21. Juli 1890) übernahm 1915 das Gasthaus und das verbliebene Land, während Carl August Schwen als Rentner am Rodenkampweg 14 wohnte. 1919 wurde durch Landenteignung für den Bau der Fritz-Schumacher-Siedlung der Landbesitz wieder kleiner. Der jüngere Sohn Adolf Schwen betrieb neben dem Gasthof an der Tangstedter Landstraße 234 einen Kohlen- und Futterhandel und hatte später Hartsmannsau 11 sein Wohnhaus. Carl Wilhelm Schwen begann den großen Garten hinter dem Gasthaus umzugestalten. Wegen des Ersten Weltkrieges, an dem er teilnehmen musste, und der Inflation konnte er erst ab 1926 an dem Garten weiterarbeiten, den Teichanlagen und seltene Pflanzen zierten. Neben bedrohten Pflanzen pflegte er auch kranke und vom Aussterben bedrohte Tiere, die man ihm brachte. Er baute auch Vogelgehege, kaufte seltene Vögel und ließ sie, soweit es möglich war, frei herumlaufen. 1929 starb seine Frau, eine Bauerntochter aus Garstedt, mit der er Zwillingstöchter hatte. Nach den fehlgeschlagenen Versuchen Nachtigallen in Langenhorn anzusiedeln, bekam er 1934 zwei Weißstörche von der ostpreußischen Vogelwarte Rossitten, die zusammen mit acht anderen Störchen von dort im Garten von Schwen zum richtigen Zeitpunkt auf die Flugreise nach Afrika geschickt wurden. Seine zwei Störche kamen aus ihrem Winterquartier in Afrika zu ihrem Nest auf der am Gasthaus anliegenden Scheune zurück, wie auch in den folgenden Jahren. Seitdem war er nicht nur in Langenhorn bekannt. Er wurde von vielen Storchenvater Schwen genannt. Einmal baute er aus Aluminium eine Prothese für das fehlende Schnabeloberteil eines Storches, damit dieser sich alleine ernähren konnte. 1939 heiratete er die Konzertsängerin und Gesangspädagogin Frida Lindhorst (* 19. November 1900), die am 19. April 1949 starb. Nachdem nebenan an der Tangstedter Landstraße 220 die Broder Hinrick Kirche 1954 gebaut wurde bemühte er sich, dass dort auf dem Dach ebenfalls ein Nistplatz errichtet würde, was auch gelang. Dort siedelten sich ebenfalls Störche an. 1971 schrieb der Zoologe und Ornithologe Günter Timmermann (1908–1979), Professor am Zoologischen Institut und am Zoologischen Museum Hamburg, in einer Festschrift eine literarische Porträtskizze zu Carl Wilhelm Schwen. Am 2. Dezember 1972 verstarb Carl Wilhelm Schwen. Er wurde auf dem Friedhof Ohlsdorf bei seiner Frau, in dem Familiengrab Carl Lindhorst beigesetzt. Das Grab zählt zu den Prominenten-Gräbern. Seine Töchter führten in seinem Sinne die Storchenhaltung und den Betrieb eine Zeit lang weiter. 1975 wurde ein Hotel-Anbau errichtet. Nachdem keine Tiere mehr da waren und ein Teil des Grundstücks verkauft und bebaut wurde, wurde 1982 das Gasthaus von dem Gourmetkoch Josef Viehhauser gepachtet. An der Ecke Tangstedter Landstraße und Krohnstieg gab es dann noch eine Zeit lang das Zoogeschäft Schwen. Seit November 2005 wird die Speisewirtschaft mit Hotel Zum Wattkorn von dem Sternekoch Michael Wollenberg bewirtschaftet. Auf Initiative der Klasse 6b des Gymnasium Heidberg wurde am 17. Juni 2010 mit dem Bezirksamtsleiter Hamburg-Nord Wolfgang Kopitzsch, drei Generationen der Schwen-Familie und weiteren Gästen ein kleines Hinweisschild an dem Straßenschild vom Schwenweg an der Ecke Fritz-Schumacher-Allee unten angebracht, mit der Aufschrift „Nach der Langenhorner Bauernfamilie Schwen, zu der auch der ‚Storchenvater‘ Wilhelm Schwen (1890–1972) gehörte“. | Bilder          |
| Siebeneichen (Lage)              | S421               | 0120                   | nach der deutschen Übersetzung des Namens der englischen Stadt Sevenoaks (Siebeneichen)                                                                              | 1965 (14. Dezember)  | Am 26. November 1964 erfolgte die Grundsteinlegung der Siedlung Siebeneichen durch John Dunlop, ehemaliger britischer Goeverneur und Generalkonsul in Hamburg und Bürgermeister der Stadt Sevenoaks. Sevenoaks übernahm die Patenschaft der Siedlung und schenkte der Siedlung 1968 sieben Eichen. Ehrengäste bei den Pflanzungen waren die Schwester Miss J. Dunlop und die Stadträtin von Sevenoaks Miss G. E. Parrot. Die gleichaussehenden Reihenhäuser der Siedlung befinden sich an den Straßen Krohnstieg, Wrangelkoppel, Siebeneichen und Schierenkamp. |                 |
| Silberpappelstieg (Lage)         | S448               | 0100                   | nach der gleichnamigen Pflanzenart Silberpappel | 1952 (3. April)      | Davor Pappelweg Nebenweg 1. Stieg = schmaler Fußweg. |                 |
| Solferinostraße (Lage)           | S479               | 0380                   | in Erinnerung an die Folgen der Schlacht von Solferino | 1960 (28. April)     | Henry Dunant (1828–1910) wurde im Juni 1859 in der Nähe der italienischen Stadt Solferino Zeuge der erschreckenden Zustände betreffend der Verwundeten der Schlacht von Solferino. In seinem 1862 veröffentlichten Buch Eine Erinnerung an Solferino berichtete er, wie er sich einsetzte, um die Verwundeten beider Seiten zu pflegen und regte die Bildung von freiwilligen Hilfsorganisationen an, die sich in Friedenszeiten auf Hilfe für Verwundete im Krieg vorbereiten sollten. In der Folge des Buches kam es 1863 zur Gründung des Komitees der Hilfsgesellschaften für die Verwundetenpflege, das seit 1876 die Bezeichnung Internationale Komitee vom Roten Kreuz trägt. Auch die 1864 beschlossene erste Genfer Konvention geht wesentlich auf Vorschläge aus Dunants Buch zurück. | Bilder          |
| Solinger Weg (Lage)              | S481               | 0090                   | Solingen, Stadt in Nordrhein-Westfalen | 1979 (3. Dezember)   | Motivgruppe: „Städte im westdeutschen Industriegebiet“. |                 |
| Sonnenlinie (Lage)               | S498               | 0465                   | frei gewählter Name | 1934 (15. Dezember)  | Frei gewählter Name im Hinblick auf den Nord-Süd-Verlauf der Straße. |                 |
| Sonnenwende (Lage)               | S502               | 0515                   | frei gewählter Name | 1936 (20. Januar)    | Verlängerung: 3. März 1986. |                 |
| Sporerstieg (Lage)               | S951               | 0155                   | nach dem alten Handwerksberuf Sporer | 2010 (19. Oktober)   | Motivgruppe: „Historische Handwerksberufe“. Stieg = schmaler Fußweg. |                 |
| St. Jürgens Holz (Lage)          | S571               | 0335                   | nach dem Wald des langjährigen Eigentümer Langenhorns, dem Hospital St. Jürgen                                                                                       | 1932 (18. August)    | St. Jürgen, niederdeutsch für St. Georg. Holz = Wald. Nach 1452 wurden nach und nach Teilstücke Langenhorns dem Hospital vererbt oder verkauft. 1509 besaß es ein Drittel, später die Hälfte, während der Oberalte Hinrich Wittekop (1563 Oberalter, † 1565) die zweite Hälfte besaß. Sein Sohn Albert Wittekop (1602 Oberalter, 1607 Präses der Oberalten) erbte diese. Nach dem Tod Albert Wittekops verkauften seine Erben dem Hospital am 9. April 1615 die zweite Hälfte. Bis 1830 blieb das Hospital Eigentümer Langenhorns. Dann wurden die Rechte an Langenhorn dem Hamburger Staat übertragen und Langenhorn wurde in die Landherrenschaft der Geestlande eingegliedert. Dort, wo sich die Straße befindet, war einst ein Teil des Waldes Hundeskroch (Name 1688), Hund Schroht (Flurkarte 1750) oder Hunnenschroh (Flurkarte 1804). Nach dem Hospital St. Jürgen wurde auch die Kirche St. Jürgen in Langenhorn benannt. | weitere Bilder  |
| Staudenweg (Lage)                | S596               | 0075                   | nach der krautigen Pflanze Staude | 1945 (1. November)   | |                 |
| Stockflethweg (Lage)             | S697               | 2050                   | Daniel Stockfleth (1676–1739), Hamburger Bürgermeister | 1948 (26. Januar)    | Davor ab dem 25. November 1903 Bornweg und davor Weg 530. | Bilder          |
| Suckweg (Lage)                   | S779               | 1050                   | nach der alteingesessenen Langenhorner Familie Suck | 1932 (18. August)    | Davor Weg 53. Ausbau: 20. November 1936 und 8. Juli 1952. Der 10. Längengrad (Meridian) östlicher Länge (10° Ost) durchquert den Suckweg. 1783 erwarb Johann Cord Suck die Katenstelle IX, von der ab 1560 die Eigentümer bekannt sind. Schnell wuchs sie zu einer Halbhufe an. Sein Sohn Johann übernahm irgendwann die Halbhufe. 1852 übernahm dessen Sohn Johann die Halbhufe. Von 1869 bis 1874 ist nur noch seine Witwe im Hamburger Adressbuch verzeichnet, von 1875 bis 1880 der Halbhufner Joachim Suck. Joachim Hinrich Suck ist ab 1881 im Adressbuch verzeichnet. 1898 wurde Joachim Hinrich Hermann Suck der Eigentümer (im Adressbuch H.J.H. Suck). 1902 baute ein Mitglied der Familie unweit der Kate an der Tangstedter Landstraße 12 ein Wohnhaus. 1908 gelangten die Ländereien größtenteils in den Besitz von Edmund Siemers. 1913 riss Joachim Hinrich Hermann Suck die alte Kate ab und baute die neue Suck-Kate, die später unter Denkmalschutz gestellt wurde. Die Enkelin von Joachim Hinrich Hermann Suck und seiner Frau Alma war die letzte Eigentümerin. Seit Anfang 2013 wohnte sie dort nicht mehr und versuchte, die Kate zu verkaufen. Vorerst vermietete sie sie. Als sich ein Käufer fand, zogen die Mieter bis zum 31. Dezember 2016 aus. Ab dem späten Abend des 5. Januar 2017 brannte das denkmalgeschützte Gebäude an der Langenhorner Chaussee 160 bis auf die Grundmauern nieder. Die Staatsanwaltschaft ging von Brandstiftung aus, beendete aber das Verfahren relativ schnell, weil sich kein Täter finden ließ. Nach dem Brand wurde der vor dem Brand vertraglich festgelegte Kaufpreis vollständig beglichen. Die Kinder der letzten Eigentümerin der Suck-Kate wohnen nicht mehr in Hamburg. Das ehemalige Wohnhaus der Familie an der Tangstedter Landstraße 12 steht noch. |                 |
| Sülfelder Weg (Lage)             | S790               | 0275                   | Sülfeld, Gemeinde im Kreis Segeberg in Schleswig-Holstein | 1952 (14. Juli)      | Davor Tangstedter Landstraße Nebenweg 6. Motivgruppe: „Orte nördlich von Hamburg“. |                 |
| Sumpfcallastieg (Lage)           | S933               | 0045                   | nach einer anderen Bezeichnung für die Drachenwurz | 2002 (29. Januar)    | Motivgruppe: „Pflanzen im Raakmoor“. Stieg = schmaler Fußweg. |                 |
| Sumpfveilchenweg (Lage)          | S944               | 0085                   | nach der gleichnamigen Veilchenart | 2002 (29. Januar)    | Motivgruppe: „Pflanzen im Raakmoor“. |                 |
| Tangstedter Landstraße (Lage)    | T008               | 4195                   | Tangstedt, Gemeinde im Kreis Stormarn in Schleswig-Holstein | 1898                 | Davor Weg 320. Erster Ausbau 1. August 1914. Im Hamburger Adressbuch von 1877 wird der südliche Teil der Landstraße schon als Tangstädter Landstraße bezeichnet, jedoch die nördlicheren Adressen lauten im Born. Die nördliche Landstraße selbst wurde auch Born genannt, vom Norden herunter, dem eigentlichen Quellgebiet des Baches Born (1773 sind zwei Quellen eingezeichnet), über den Hohen Lieth-Grund, runter auf dem Wattkorn. Für manche ging der Born bis unter zur heutigen Tangstedter Landstraße 25, weil ab dort die Straße gepflastert war (Siehe dazu auch Straße Bi de Börner). Der nördlichste Teil der Landstraße liegt in Norderstedt. Vor dem 14. Oktober 1773 gehörte etwa die Hälfte des nördlichsten Teil ebenfalls zu Langenhorn. Nach dem Gottorper Vertrag von 1768 und dem Vertrag von Zarskoje Selo vom 27. August 1773 wurde am 14. Oktober 1773 die nördliche Langenhorner Grenze neu festgelegt, sodass Langenhorn etwas kleiner wurde. Bei der Unterzeichnung des Protokolls der Verhandlung waren von der Hamburger Seite der Senatssyndicus Jacob Schuback sowie der Hamburger Archivar Franz Michael Poppe (1724–1800) anwesend und von der Seite des Kanzleigutes Tangstedt der Sohn des Großfürstlichen Kanzleipräsidenten und Legationsrates Magnus von Holmer mit dessen Vollmacht. Magnus von Holmer war durch die Heirat mit Friederike Wich (Tochter des britischen Gesandten in Hamburg Sir Cyril Wyche und Enkelin von Magnus von Wedderkop) Eigentümer des Gutes Tangstedt, wozu die Tangstedter Heide und Harxteheyde (Harksheide, heute ein Teil von Norderstedt) gehörten, die an der Grenze zu Langenhorn lagen. Die Grenze, die einen Bogen nach Norden hin beschrieb, wurde nun zu einer Geraden, die durch ursprünglich Langenhorner Gebiet verlief. In der heutigen Zeit würde die alte Grenze ungefähr entlang der Straßen Alte Landstraße und Segeberger Chaussee bis zur Straße Am Böhmerwald laufen, von wo sie den Bogen weiterziehen würde bis zur Poppenbüttler Straße, die sie auch ein Teil entlang laufen würde. An der Tangstedter Landstraße 158 wurde ein Stolperstein für Karl Reese verlegt, der dort wohnte. Der Regisseur und Schauspieler Harry Piel wohnte eine Zeit lang nach seiner Flucht 1945 nach Hamburg an der Tangstedter Landstraße 20. In der Tangstedter Landstraße 225 wurde der Grafiker und Illustrator Holger Börnsen 1931 geboren und wuchs dort auf. In der Tangstedter Landstraße 227 wohnte der Polizist und Kommandant des Polizeigefängnisses Hamburg-Fuhlsbüttel Willi Tessmann bis zu seiner Verhaftung 1945. | Bilder          |
| Tannenweg (Lage)                 | T017               | 0620                   | nach dem dort gelegenen Tannenwald | 1903 (25. November)  | Davor Weg 281. Ausbau 1. August 1914, 31. Januar 1956, 16. Februar 1960. Der Tannenwald wurde beim Bau der U-Bahnstrecke fast völlig zerstört. | Bilder          |
| Tannenwegbrücke (Lage)           | –                  | 0040                   | nach Lage und Funktion | 1960 (15. Juli)      | Die Tannenwegbrücke, eine Fußgängerbrücke, führt im Zuge des Tannenwegs über die Gleise der U-Bahn und den parallel dazu verlaufenden Ohlmoorgraben. Die Schmiedearbeit des nördlichen Geländers stammt von Ernst Hanssen und zeigt drei Marder. | weitere Bilder  |
| Tannenzuschlag (Lage)            | T018               | 0260                   | nach einem Stück aufgeforsteten Tannenwald | 1937 (20. Mai)       | Zuschlag = dem Wald zugeschlagene, aufgeforstete Waldparzelle. |                 |
| Tarfenbööm (Lage)                | T020               | 0455                   | nach einem Flurnamen | 1937 (20. Mai)       | Ausbau: 2. Januar 1959. 1672 wurden die Flurstücke Tarffenbömen genannt. In den der Flurkarte von 1750 sind zwei Flurstücke jeweils mit dem Namen Tarfen Böhm sich gegenüberliegend auf beiden Seiten der heutigen Langenhorner Chaussee. Auf der Flurkarte von 1804 ist nur noch ein Flurstück mit den Namen Tarfgnbömen eingezeichnet, auf der östlichen Seite der heutigen Langenhorner Chaussee. 1909 wurde das Flurstück als Tarfenböm. bezeichnet. Die Straße Tarfenbööm durchläuft das Flurstück. Boom, Bööm, Böhm, Böm kommt aus den Niederdeutschen und heißt Baum. Bööm oder Böhm kann aber auch die Mehrzahl von Boom (Baum) sein, wie auch Bömen es von Böm ist. Tarf = Bedarf. Tarffen = bedarfen. |                 |
| Tarpen (Lage)                    | T022               | 0695                   | nach dem Bach Tarpe, der in Tarpenbek umbenannt wurde | 1948 (26. Januar)    | Davor ab 25. November 1903 Garstedter Weg, und davor Weg 4 und Weg 28. Die oder der Tarpenbek war zwischen dem 25. Januar 1332 und 1640 ein Grenzbach zwischen Langenhorn und der Grafschaft Holstein-Pinneberg sowie 1640 bis 1867 zwischen Langenhorn und der Herrschaft Pinneberg, die in dem Herzogtum Holstein eingegliedert war. Am 27. Oktober 1732 fand eine Grenzbegehung statt, um alte Grenzpfähle gegen neue auszutauschen. Zu diesem Zeitpunkt hieß die Tarpenbek noch Tarpe, und auch der vorherige Name Tarve war noch geläufig. Einige Teilabschnitte der Tarpe in der Höhe Langenhorns hatten einen erweiterten Namen, und zwar die Ohe-Tarpe, die Gahrsteder-Tarpe und die Beeren-Tarpe, die auf der Seite der Herrschaft Pinneberg Kohlen-Tarpe genannt wurde. Auf der Flurkarte von 1750 ist die Tarpe eingezeichnet. Etwa dort, wo die Straße Tarpen als Tarpenbrücke die oder den Tarpenbek überquert, hieß der Teilabschnitt der Tarpe in der Karte Gahrsteder Tarpe und ein kleines Stück südlicher ein Teilabschnitt Ohe Tarpe. Der Teilabschnitt Beeren Tarpe war im Norden und reichte bis etwa zum Schmuggelstieg. Auf den Flurkarten von 1750 und 1804 sind keine Flurstücke eingezeichnet, die sich namentlich auf die Tarpe beziehen. Als man die Tarpe umbenannte, setzte man ein n dahinter und das niederdeutsche bek für Bach. Warum man die Mehrzahlform Tarpen der Tarpe bei der Namensänderung wählte, könnte eventuell an den Teilstücken liegen, könnte aber auch ganz andere Gründe haben. Tarp kann man als Sumpf, Sumpfwasser oder Morast deuten. Der 10. Längengrad (Meridian) östlicher Länge (10° Ost) durchquert die Straße Tarpen. | Bilder          |
| Tarpenbrücke (Lage)              | –                  | 0010                   | nach Lage und Funktion | 1960 (15. Juli)      | Die Tarpenbrücke überquert im Zuge der Straße Tarpen die Tarpenbek. Der westliche Teil liegt in Norderstedt. |                 |
| Tarpenring (Lage)                | T208               | 0705                   | in Anlehnung an die Straße Tarpen | 1974 (2. Dezember)   | Siehe Tarpen. |                 |
| Tarpenstieg (Lage)               | T027               | 0250                   | in Anlehnung an die Straße Tarpen | 1952 (14. Juli)      | Stieg = schmaler Fußweg. Siehe Tarpen. |                 |
| Tarpenwiese (Lage)               | T028               | 0145                   | nach einer Wiese an dem Bach Tarpe, der in Tarpenbek umbenannt wurde                                                                                                 | 1936 (20. November)  | Siehe Tarpen. |                 |
| Theodor-Fahr-Straße (Lage)       | T054               | 0575                   | Theodor Fahr (1877–1945), Pathologe | 1961 (10. April)     | Motivgruppe: „Ärzte“. | Bilder          |
| Timmerloh (Lage)                 | T100               | 0850                   | nach einem Flurnamen | 1920 (30. Mai)       | Davor Weg 390. Ausbau: 1. Dezember 1956. In der Flurkarten von 1750 sind die Flurstücken Wilde Timmerlo, Bau Leute Timmerlo und Kähtner Timmerlo eingezeichnet, und in der Flurkarte von 1804 die Flurstücke Bauer-Timmerloh und Käthner-Timmerloh. Dort war vorher ein Wald, der den Bauern das Bauholz zum Zimmern bot. Ein Flurstück lieferte vermutlich das Holz für die Kätner. Neue Anbauern und Brinksitzer bekamen immer eine Eiche geschenkt, zum Bau ihrer jeweiligen Kate. Timmern, niederdeutsch = Zimmern. Loh = Wald. Der Maler Herbert Spangenberg wohnte eine Zeit lang am Timmerloh 7. Der Pädagoge, Kunstförderer, Lehrer an der Fritz-Schumacher-Schule und Gründer der Griffelkunst-Vereinigung Hamburg-Langenhorn Johannes Böse wohnte am Timmerloh 25. | Bilder          |
| Timmerlohbrücke (Lage)           | –                  | 0040                   | nach Lage und Funktion | 1960 (15. Juli)      | Die Fußgängerbrücke führt im Zuge der Straße Timmerloh über die Gleise der U-Bahn und den parallel dazu verlaufenden Ohlmoorgraben. Die Schmiedearbeit von 1963 des südlichen Geländers stammt von Ernst Hanssen und zeigt eine Eiche. | weitere Bilder  |
| Timmstieg (Lage)                 | T106               | 0145                   | in Anlehnung an den Timmweg | 1962 (20. November)  | Davor ab dem 25. November 1903 Teil vom Eberhofweg. Davor Weg 327. Siehe Timmweg. | Bilder          |
| Timmweg (Lage)                   | T107               | 0190                   | nach der alteingesessenen Langenhorner Bauernfamilie Timm | 1932 (18. August)    | 1700 oder nach 1702 wurde Jochim Timm (auch Thimm) Eigentümer der Katenstelle X. 1746 übernahm sie sein Stiefsohn Harm Siemers. 1763 errichtete Ernst Timm an der Langenhorner Chaussee 184 eine Kate (1948 abgerissen). In der Einwohnerliste von 1772 wird er als Vorhöker genannt. 1784 übernahm sein Schwiegersohn Jochim Glißmann die Kate. 1767 baute sich Hans Timm auf dem Flurstück Wörden an. 1769 errichtete Johann Timm an der Langenhorner Chaussee 212 (Ecke Krohnstieg) eine Landstelle. 1778 war er bankrott und musste den Hof verkaufen. Die Kate wurde 1965 abgerissen, doch die Zugangstreppenstufen zu dem Haus sind immer noch da. 1762 baute sich Timm Lau die Anbauerstelle an der Ostseite des Dorfteiches an der Tangstedter Landstraße an. Nach ihm war sein Sohn Hein Lau der Eigentümer. Dessen Tochter, die einzige Erbin heiratete den Rademacher Hans Timm, dessen Nachkommen die Anbauerstelle lange Zeit besaßen. Das Haus an der Tangstedter Landstraße 25 Ecke Timmweg wurde 1968 abgerissen. Später befand sich war dort ein Aldi-Markt, dann eine Schlecker-Filiale. 1887 bis 1888 war Hans Hinrich Matthias Timm Gemeindevorsitzender und von 1904 bis 31. Dezember 1912 Joachim Hinrich Timm, der in dem Haus an der Tangstedter Landstraße 25 wohnte. Am 24. Dezember 1912 gab der Hamburger Senat im Amtsblatt der freien und Hansestadt Hamburg bekannt, dass die Landgemeinde Langenhorn zu einem Vorort der Freien und Hansestadt Hamburg geworden sei und damit zum Hamburger Stadtgebiet gehöre. Formal begann erst am 1. Januar 1913 die Zugehörigkeit zum Stadtgebiet. Der Hamburger Senator Justus Strandes überreichte in seiner Funktion als Landherr der Geestlande Joachim Hinrich Timm, als letzten Gemeindevorsteher Langenhorns, unter anerkennenden Worten einen Portugaleser für dessen bisherige ehrenamtliche Tätigkeit. |                 |
| Torfstück (Lage)                 | T139               | 0315                   | nach einem Flurnamen | 1949 (26. Februar)   | Davor Wrietreye. Das Flurstück ist in den Flurkarten von 1750 als Torff Stück und von 1804 als Torfstück eingezeichnet. Die Straße Torfstück durchläuft das Flurstück Wrietreye. Das Flurstück Torfstück liegt auf der anderen Seite des Krohnstiegs, ein kleines Stück westlicher als die Straße Torfstück. Es reicht bis an die Straße Wrangelkoppel ran. Das Flurstück Wrietreye ist auf der Flurkarte von 1750 als Wrieet Reeht und von 1804 als Wrietreye eingezeichnet. Wriet, niederdeutsch = Gestrüpp, Wurzelwerk. Reye = Rinne, Bach. Reeht = Reet, Schilfrohr. Der Wrietreyegraben, der das Flurstück Wrietreye durchläuft, mündet etwas westlicher in die Tarpenbek. | Bilder          |
| Tralauer Kehre (Lage)            | T146               | 0210                   | Tralau, Ortsteil der Gemeinde Travenbrück im Kreis Stormarn in Schleswig-Holstein                                                                                    | 1954 (3. Dezember)   | Davor Am Ochsenzoll Nebenweg 1. Motivgruppe: „Orte nördlich von Hamburg“. |                 |
| Tückobsmoor (Lage)               | T179               | 0070                   | nach einem Flurnamen | 1936 (8. Juli)       | Das Moor ist in den Flurkarten von 1740 als Tückobs Mohr und von 1804 als Tückobs Moor eingezeichnet. Tückob oder Tückop, auch Wotersniep oder Watersniep sind niederdeutsche Namen für die Vogelart Bekassine. |                 |
| Tweeltenbek (Lage)               | T188               | 0505                   | nach der Lage beim „Gegabelten Bach“ | 1933 (30. April)     | Ausbau: 22. November 1954, Verkürzung durch Teilumbenennungen in Tweeltenmoor und Holitzberg: 10. Januar 1974. Das Gebiet ist in den Flurkarten von 1750 als Beim Twehlen Bück und 1804 als im Twelten Beek eingezeichnet. Dort verläuft auch heute noch der oder die Tweeltenbek. Twelen, Twehlen, niederdeutsch = gabeln, sich gabeln. Twelt, Tweelt, niederdeutsch = gabelförmig, gegabelt, auch Zwilling.Bück, Beek, Bek, niederdeutsch = Bach. | Bilder          |
| Tweeltenmoor (Lage)              | T205               | 0335                   | in Anlehnung an die Straße Tweeltenbek | 1974 (10. Januar)    | Vorher seit dem 30. April 1933 Tweeltenbek. |                 |
| Twisselwisch (Lage)              | T192               | 0545                   | nach einem Flurnamen | 1950 (30. Januar)    | Davor Weg 70. Teilaufhebung: 28. September 1987. Auf der Flurkarte von 1750 sind vier aneinanderliegende, um die Ecke verlaufende Flurstücke mit Namen Twissel Wisch eingezeichnet, auf der Flurkarte von 1804 nur noch zwei mit dem Namen Twissel Wiese. Twissel, niederdeutsch = Doppeltes oder sich Verzweigendes, auch Doppelnuss. Wisch niederdeutsch = Wiese. |                 |
| Uckermarkweg (Lage)              | U002               | 0265                   | Uckermark, Landschaft in Nordostdeutschland | 1953 (4. Dezember)   | Davor Krohnstieg Nebenweg 2. | weitere Bilder  |
| Ursula-de-Boor-Straße (Lage)     | U059               | 0760                   | Ursula de Boor (1915–2001), Ärztin, Widerstandskämpferin gegen den Nationalsozialismus                                                                               | 2016 (1. Mai)        | Davor ab 24. Dezember 1942 Max-Nonne-Straße. Davor Teilstrecke vom Weg 410. Bis zur Umbenennunge mehrere Aufhebungen von Teilstrecken. Die Umbenennung erfolgte aufgrund der Nähe Max Nonnes zum Nationalsozialismus. Motivgruppe: „Ärzte“ (beide). |                 |
| Vogtshof (Lage)                  | V073               | 0110                   | nach dem an der Langenhorner Chausse gelegenen Vogthof, 1952 wegen Baufälligkeit abgerissen                                                                          | 1952 (3. April)      | Der Vogtshof, der Stammhof der Hufe IV lag vor 1750 mit dem Lust- oder Herrenhaus auf der Westseite der Langenhorner Chaussee, gegenüber der Straße Beim Schäferhof. Da dieser zu baufällig gewesen ist, ließ ihn der Vogt und Vollhufner Heyn Gerhard Krohn abreißen. Er plante den neuen Vogtshof etwas weiter südlich zu bauen, auf der Ostseite der Heerstraße, heute Langenhorner Chaussee 90. Da er dabei die Straße etwas versetzen lassen wollte, kamen der Hofmeister des Hospitals St. Jürgen (Jürgen, niederdeutsch = Georg), das Eigentümer von Langenhorn war, und der Hamburger Bürgermeister Martin Hieronymus Schele (1699–1774, Bruder von Wolder Schele) am 1. Mai 1752 zur Ortsbesichtigung. Das ganze Dorf war dabei anwesend. Da niemand Einwände hatte, wurde der Bau am 28. Oktober genehmigt. Die Pläne für den Vogtshof fertigte der Hamburger Architekt Johann Leonhard Prey an. Außer dem fein ausgestatteten Hauptgebäude, hatte der Hof mehrere Wirtschaftsgebäude und eine Branntweinbrennerei. Um 1860 wurde der Westgiebel erneuert. 1908 erwarb Edmund Siemers den Hof, der danach eine Zeit lang als Ferienheim diente. Das Altenteilerhaus (1986 abgerissen) des Vogtshof stand an der Langenhorner Chaussee 91, auf der anderen Seite der Chaussee. Im Vogtshof befand sich auch der Dorfkrug, der später ins Altenteilerhaus verlegt wurde. 1952 wurde das Hauptgebäude wegen Baufälligkeit abgerissen und die Straße Vogtshof nach dem Hof benannt. Das letzte Wirtschaftsgebäude, zuletzt als italienische Weinhandlung genutzt, wurde im Februar 1992 abgerissen. |                 |
| Wakendorfer Weg (Lage)           | W020               | 0495 (im Stadtteil)    | Wakendorf II, Gemeinde in Schleswig-Holstein | 1952 (14. Juli)      | Davor Tangstedter Landstraße Nebenweg 1. Der kurze östliche Teil der Straße liegt in Hummelsbüttel. Motivgruppe: „Orte nördlich von Hamburg“. | Wakendorfer Weg |
| Walter-Schmedemann-Straße (Lage) | W464               | 0680                   | Walter Schmedemann (1901–1976), SPD-Politiker, Widerstandskämpfer gegen den Nationalsozialismus                                                                      | 1980 (7. August)     | Im Spätsommer 1945 begann Walter Schmedemann mit dem Gesundheitssenator Friedrich Dettmann, des von den britischen Besatzern eingesetzten Senats, und Franz Beckermann (1903–1976), medizinischer Direktor des Krankenhauses Heidberg, die ehemalige SS-Kaserne am Heidberg in das Krankenhaus Heidberg umzubauen. Schmedemann war lange Zeit Hamburger Gesundheitssenator und wohnte in Langenhorn am Borner Stieg 28. Im Erdgeschoss der Walter-Schmedemann-Straße 68 wohnte und arbeitete der Maler und Illustrator Tom Jütz bis zu seinem Tode 2020. | Bilder          |
| Wattkorn (Lage)                  | W094               | 0250                   | nach einem Flurnamen | 1920 (30. Mai)       | Auf der Flurkarte von 1750 sind auf beiden Seiten der heutigen Tangstedter Landstraße zwei gegenüberliegende Flurstücke eingezeichnet, von denen das westlich der Landstraße gelegene Stück als Watt Koorn bezeichnet und das östlich der Landstraße gelegene Stück namenlos ist. Auf der Flurkarte von 1804 tragen beide den Namen Wattkorn. An die Deutung des Flurnamens haben sich schon so einige versucht. 1921 veröffentlichten Rudolf und Gretchen Metscher bezüglich des Namens Watt Korn ihr niederdeutsches Gedicht Sonnenland in der ersten Ausgabe der Zeitschrift De Börner. Die darin vorkommenden Personen Bauer Schult und dessen Nachbar Smitt sind keine historisch belegten Personen (auch nicht mit ins Hochdeutsche übersetzte Nachnamen). Laut dem Gedicht wäre die hochdeutsche Bedeutung Etwas Korn. Das Hamburger Adressbuch ging unter anderem 1941 auch davon aus, dass Watt von etwas kommt, und folgerte daraus, dass dort zuerst etwas Korn gewachsen sei. 1955 und 1956 wurden in den Hamburgischen Geschichts- und Heimatblätter Aufsätze zum Flurnamen Wattkorn geschrieben mit unterschiedlichen Ergebnissen. Der Namensforscher Emil Peter Lüders, der die Deutung des Namens in dem Gedicht als frei erfunden betitelte, schloss auf die Bedeutung Mühlensumpf, wobei er vermutete, dass die Präposition Beim oder Am beim Flurnamen Wattkorn im Laufe der Zeit verloren ging. Der Namensforscher R. Rosenbohm war gleicher Meinung, hielt aber Sumpfmühle für richtig, bzw. Mühle beim Sumpf oder Mühle beim flachen Wasser. Der Lehrer und Heimatforscher Armin Clasen (1890–1980) war der gleichen Meinung im Bezug zur vermeintlich verlorengegangenen Präposition, jedoch meinte er, dass die Bedeutung des Flurnamens Waldzipfel bei der Furt sei, wobei er davon ausging, dass das Langenhorner, wie das Winterhuder Wattkorn von Waddinghorn kommt. Es gibt jedoch kein Beleg, dass das Langenhorner Wattkorn je so genannt wurde, wie es beim Winterhuder Wattkorn der Fall ist. Der Langenhorner Schuldirektor Theodor Düring interpretierte Armin Clasen Schlussfolgerung als Waldzipfel bei einer Furt durch den Sumpf. 1963 war Lüders überzeugt, dass Horn nicht eine lange spitze Form eines Geländes sei, wie überall angenommen, sondern dass Horn ebenfalls als Sumpf zu deuten ist. Der Ortsamleiter Wilhelm Schade übernahm 1979 in seinem Buch über Langenhorn die Schlussfolgerung von Lüders, dass Watt auf Sumpf hindeutet und Korn auf die Wassermühle, die es vermutlich einmal gegeben hat. Um 1850 hatte man auf dem Flurstück Schlüs Wisch Stücke von Mühlensteinen, „eine ganze Menge“ angebrannter eichener Balken und Bohlenreste ausgegraben. Durch die Bedeutungen der Flurnamen, 1750, Möhlen Camp (Mühlenkamp), Schlüs Camp, Schlüs Wisch, Dieck Camp, Dieck Wisch und 1804 Schleusenkamp, Dieckkamp, Dieckwiesen, hinter den Dieckwiesen sowie Ohlendieck, geht man davon aus, dass der Born bzw. Bornbach in dem Gebiet zu einem Teich angestaut war, um die Wassermühle zu betreiben. Die Wassermühle ist in keiner alten Urkunde erwähnt, was sie bei ihrer wirtschaftlichen Wichtigkeit eigentlich müsste. Deshalb wird angenommen, dass es sie 1283 schon nicht mehr gab. 1283 waren zudem die Langenhorner bereits Zwangsmahlgäste der Wassermühle in Fuhlsbüttel. Wenn das Wasser dort gestaut wurde, wäre das Diekmoor wohl wasserreicher und am dichtbeiliegendem Wattkorn Sumpf gewesen. Am Wattkorn 15 wurde ein Stolperstein für Adele Rühl verlegt, und am Wattkorn 7 ein Stolperstein für Carl Suhling, der dort mit seinen Eltern und seiner Frau Lucie Suhling wohnte. Carl Suhling, der nach der Machtergreifung der Nationalsozialisten in der gemeinsamen Wohnung das geheime Archiv der Hamburger KPD verwahrte, war 1933 der erste Verhaftete der KPD in Langenhorn, konnte aber vorher durch eine rechtzeitige Warnung eines Langenhorner Polizisten, der insgeheim SPD-Mitglied war, das Archiv verbrennen. Agnes Gierck wohnte am Wattkorn 8. Nach ihr wurde 1996 der Agnes-Gierck-Weg in Langenhorn benannt. | Bilder          |
| Weg Nr. 360 (Lage)               | W468               | 0520                   | |                      | Mit Nummern versehene Wege wurden seinerzeit als Orientierungshilfe vom Bau- und Vermessungsamt in damals noch ländlichen Gegenden vergeben und sollen sukzessive Straßennamen erhalten. | Bilder          |
| Weg Nr. 396 (Lage)               | W110               | 0595                   | |                      | Mit Nummern versehene Wege wurden seinerzeit als Orientierungshilfe vom Bau- und Vermessungsamt in damals noch ländlichen Gegenden vergeben und sollen sukzessive Straßennamen erhalten. |                 |
| Weg Nr. 410 (Lage)               | W111               | 0135                   | |                      | Mit Nummern versehene Wege wurden seinerzeit als Orientierungshilfe vom Bau- und Vermessungsamt in damals noch ländlichen Gegenden vergeben und sollen sukzessive Straßennamen erhalten. |                 |
| Weg Nr. 414 (Lage)               | W112               | 0520                   | |                      | Mit Nummern versehene Wege wurden seinerzeit als Orientierungshilfe vom Bau- und Vermessungsamt in damals noch ländlichen Gegenden vergeben und sollen sukzessive Straßennamen erhalten. |                 |
| Weg Nr. 651 (Lage)               | W113               | 1335                   | |                      | Mit Nummern versehene Wege wurden seinerzeit als Orientierungshilfe vom Bau- und Vermessungsamt in damals noch ländlichen Gegenden vergeben und sollen sukzessive Straßennamen erhalten. |                 |
| Westedestieg (Lage)              | W190               | 060                    | nach der Familie Westede, von 1461 bis 1538 Grundherren in Langenhorn                                                                                                | 1952 (1. November)   | Davor Heerbuckhoop Nebenweg 1. Von 1461 bis 1493 verwaltete der Ratsherr Johann Westede (auch Wetstede) die Hälfte Langenhorns, das Erbe seiner Frau Elisabeth, geb. vom Berge. Der Hamburger Ratsherr Eler Nannen erbte nach dem Tod von Beke Westede, geb. vom Berge, die Einkünfte zweieinhalb Achtel Hufen Landes in Langenhorn, Klein Borstel und Neuengamme und verkaufte sie 1488 an den Hamburger Bürgermeister (1480–1490) Nicolaus de Sworen (auch de Swaren). Als der Sohn des Ratsherren (1494–1517) Albert Westede († 1517) am 15. Juli 1538 starb, der ebenfalls Albert hieß und Ratsherr (1518–1533) war, sowie Hamburger Bürgermeister (1533–1538), erbte dessen Tochter Cäcilie, die Hinrich Wittekop geheiratet hatte, die Hälfte Langenhorns. Nach der Familie Wittekop wurde der Wittekopsweg in Langenhorn benannt. In Bürgermeister Albert Westedes Amtszeit fallen seine Reise mit dem Ratsherrn Hinrich Hesterberg und dem Hamburger Superintendenten Johannes Aepinus nach England, wo er auf Wunsch von Heinrich VIII. an Verhandlungen zu Angelegenheiten dessen Ehescheidung von Katharina von Aragon sowie der Neuordnung der kirchlichen Verhältnisse in England teilnahm. |                 |
| Westerrode (Lage)                | W197               | 0570                   | nach einem Flurnamen | 1935 (20. Dezember)  | In der Flurkarte von 1750 ist westlich des alten Dorfes ein Wald eingezeichnet, der als Westerrode bezeichnet ist, was etwa westliche Rohdung bedeutet. Rode = Rodung. In der Flurkarte von 1804 ist an der Stelle das Flurstück Westeroh eingezeichnet. Die Bedeutung der Bezeichnung Oh von 1804, ist nicht eindeutig geklärt. Wenn dort ein Bach war, wie heute der Westerrodegraben, könnte Oh vielleicht verkürzt für Ohe stehen, was ein Name für Fließgewässer ist. Auf der Flurkarte von 1750 ist dort auch ein Bach eingezeichnet, der scheinbar aus dem mit Westerrode bezeichneten Wald am südlichen Ende herauskommt und nach Süden weiterfließt. Im Niederdeutschen heißt die Aue oder Au ebenfalls Ohe. Möglicherweise wurde auch ein r weggelassen, was keine Seltenheit ist (z. B. bei Westerode), und Roh ist gemeint. Roh ist unter anderem ein niederdeutsches Wort für Ruhe. Dass Roh von Rodung kommt, lässt sich bisher nicht belegen. | weitere Bilder  |
| Weygandtstraße (Lage)            | W211               | 0615                   | Friedrich Weygandt (1491–1525), Persönlichkeit des Deutschen Bauernkriegs                                                                                            | 1960/1999            | Die Straße wurde ursprünglich am 5. September 1960 dem Psychiater Wilhelm Weygandt (1870–1939) gewidmet. Wegen dessen Nähe zum Nationalsozialismus erfolgte 1999 eine Umbenennung. Ursprünglich Motivgruppe: „Ärzte“. Friedrich Weygandt (auch Weigandt) war ein Territorialbeamter des Erzbischofs und Kurfürst von Mainz Albrecht von Brandenburg in Miltenberg. Während des Bauernkrieges war er Verfasser seines fortschrittlichen Reichsreform-Entwurfes vom 18. Mai 1825. Wegen seiner Opposition gegen den Erzbischof wurde er wohl noch 1525 hingerichtet. |                 |
| Wieleweg (Lage)                  | W467               | 0105                   | Berthold Wiele (1904–1944), SPD-Politiker, Widerstandskämpfer gegen den Nationalsozialismus                                                                          | 1983 (21. Juni)      | Berthold Hans Martin Wiele wurde 1904 in Hamburg geboren. Nach dem Besuch der Volksschule absolvierte er eine Buchdruckerlehre und ging danach vier Jahre auf Wanderschaft. Zwei Jahre lang war er als Herrschaftskutscher beschäftigt, bevor er 1928 nach Hamburg zurückkehrte. Sein Vater Louis Wiele und seine Mutter gehörten zu den ersten Siedlern der Fritz-Schumacher-Siedlung und wohnten in der Tangstedter Landstraße 243. Ende 1928 heiratete er Hilda Johanna Maurer, die ebenfalls aus einer Siedlerfamilie der Siedlung stammte. Eine kurze Zeit lang wohnten die beiden zur Untermiete in der Straße Wattkorn, bis sie eine Wohnung im Knickweg in Hamburg-Winterhude bekamen. Wiele war Mitglied der SAJ, Mitglied des Reichsbanners und seit 1921 Mitglied der SPD. Als am 22. Juni 1933 die SPD verboten wurde, wirkte er im Geheimen weiterhin für sie. Ihm fiel unter anderem die Aufgabe zu, getarnte Quittungsmarken für gezahlte Beiträge herzustellen. Er zeichnete Stillleben, die irgendwo die Zahlen 20, 30 oder 50 enthielten, für die jeweils gezahlten Pfennigbeträge. Danach druckte er sie. Als seine geheime Tätigkeit aufflog, wurde er am 11. Oktober 1934 erstmals in Schutzhaft genommen. In dem zweiten Schutzhaftbefehl vom 16. Mai 1935 wurde ihm unter anderem vorgeworfen, ein Funktionär der illegalen SPD zu sein und Flugblätter hochverräterischen Inhalts verbreitet zu haben. Bis zum 17. Dezember 1938 dauerte die Schutzhaft an, die er Fuhlsbüttel und im KZ Sachsenhausen verbrachte. Danach entlassen, wurde er als „wehrunwürdig“ zunächst nicht als Soldat in den Zweiten Weltkrieg einberufen. 1942 jedoch wurde er wegen seiner Vergangenheit zur Strafdivision 999 eingezogen. Er wurde auf dem Balkan eingesetzt und starb am 26. November 1944 in Jugoslawien. Genauere Umstände sind nicht bekannt. Bertholds Vater Louis Wiele gehörte ebenfalls dem Widerstand der SPD an und war in Langenhorn aktiv. Berthold Wieles Frau lebte um 1984 im Altenzentrum Ansgar in der Straße Reekamp 49–51. |                 |
| Wildermuthring (Lage)            | W262               | 0615                   | Eberhard Wildermuth (1890–1952), FDP-Politiker und Wohnungsbauminister von 1949 bis 1952                                                                             | 1962 (26. Oktober)   | |                 |
| Willerstwiete (Lage)             | W285               | 0290                   | in Anlehnung an den Willersweg | 1955 (12. November)  | Siehe Willersweg. Twiete = schmaler Weg. Der spanisch-deutsche Musiker, Regisseur und Filmemacher (u. a. mit Wim Wenders, Schnitt bei Jenseits der Wolken) Lucian Segura (* 1958) wuchs in der Willerstwiete 1 auf. Er lebt heute in Barcelona. |                 |
| Willersweg (Lage)                | W286               | 0286                   | nach der alteingesessenen Langenhorner Bauernfamilie Willers | 1948 (26. Januar)    | Davor ab 1. August 1914 Heinfelder Straße. Langenhorn wurde erstmals 1229 in den Urkunden des Hamburger Staatsarchives erwähnt. Damals kam ein Marquard de Langenhorne (Marquard aus Langenhorn) nach Hamburg, um dort Bürger zu werden. Im Liber Heretitatum, in Hamburgs ältesten Stadterbebuch, ist 1269 wieder Marquardus de Langhenhorne (Marquard aus Langenhorn) erwähnt und ein Jahr später, 1270 ein Willero de Langhenhorne, der ohne Latinisierung Willer aus Langenhorn genannt wird. Ab den 1590er Jahren sind unter anderem die Namen der Hufner, Kätner, Brinksitzer und Anbauern in Langenhorn bis 1802 erfasst, jedoch ist der Name Willer oder Willers nicht dabei, auch im Hamburger Adressbuch nicht (dort sind ab 1867 auch Langenhorner erfasst). In den Flurkarten von 1750 ist das Flurstück als Heyn-Feld eingezeichnet, und von 1804 als Heinfeld. 1932 wurde es Hainfeld genannt. Dort soll vorher Wald gewesen sein, das Hainholz. Um 1856 wurde eine Straße in Langenhorn Heinfeld genannt. Der Mathematiker und Algebraiker Emil Artin und seine Frau, die Mathematikerin und Fotografin Natascha Artin (später Natascha Artin Brunswick) wohnten am Heinfeld 9 (1948 umbenannt in Willersweg). | Bilder          |
| Willy-Jacobs-Weg (Lage)          | W484               | 0255                   | Willy Jacobs (1885–1969), Kriminalrat | 1986 (8. September)  | Willy Jacob wurde 1885 in Kiel geboren. Ab 1906 diente er bei einer Größe von 202 cm beim 1. Garderegiment. 1909 wechselte er zur Polizei Hamburg und wurde in der Altstadt eingesetzt. Nach Beginn des Ersten Weltkrieges wurde er eingezogen und später verwundet. Nach Kriegsende diente er bei der Hamburger Verwaltungspolizei. 1919 trat er der SPD bei. 1921 bezog er eine Doppelhaushälfte in der Fritz-Schumacher-Siedlung in der Straße Im Häben 31 (seit 1950 Immenhöven) in Langenhorn und wurde kommunalpolitisch aktiv. Nach der Machtergreifung der Nationalsozialisten trat am 7. April 1933 das sogenannte Gesetz zur Wiederherstellung des Berufsbeamtentums in Kraft, was ihnen erlaubte, jüdische und politisch anders orientierte Beamte zu entlassen, was zur Folge hatte, dass Willy Jacobs, der zu der Zeit Polizeikommissar war, entlassen wurde. Die KPD wurde schon Ende Februar verboten und am 22. Juni 1933 auch die SPD. Im Herbst 1934 fand bei Willy Jacobs eine Hausdurchsuchung statt. Ihm wurde Vorbereitung zum Hochverrat vorgeworfen. Er wurde verhaftet und ins KZ Fuhlsbüttel gebracht, wo er 7 Wochen oder drei Monate Einzelhaft und Folter erlitt. Danach wurde er wegen Mangel an Beweisen wieder entlassen. Über 40 kommunistische, sozialdemokratische und jüdische Familien wurden die Wohnungen in der Fritz-Schumacher-Siedlung gekündigt und sollten durch NSDAP-Parteimitglieder ersetzt werden. Willy Jacobs reichte für alle Gekündigten eine Klage ein, konnte aber die Kündigungen nur kurz verzögern. Er zog mit seiner Familie in eine Wohnung in Fuhlsbüttel in der Straße Kohlgarten 1. Trotz seiner Vorgeschichte wurde er im Zweiten Weltkrieg 1942 zur Luftwaffe nach Blankenese einberufen. Als Lagerverwalter hatte er dann die restliche Kriegszeit in Norwegen verbracht. Nach Kriegsende wurde er von dem Polizeichef Bruno Georges zum Aufbau der Kriminalpolizei nach Hamburg geholt und zog wieder in seine alte Doppelhaushälfte in der Straße Im Häben 31 (seit 1950 Immenhöven). Sein letzter Rang bei der Polizei war, bevor er etwa 1950 in Rente ging, Kriminalrat. | Bilder          |
| Wilstedter Weg (Lage)            | W301               | 0345                   | Wilstedt, Ortsteil von Tangstedt im Kreis Stormarn in Schleswig-Holstein                                                                                             | 1954 (3. Dezember)   | Davor Stockflethweg Nebenweg 2. Motivgruppe: „Orte nördlich von Hamburg“. | Bilder          |
| Wischhöfen (Lage)                | W326               | 0140                   | nach einem Flurnamen | 1920 (27. April)     | Davor Weg 199. In der Flurkarte von 1750 sind sechs aneinanderliegende Flurstücke, die jeweils als Wischhoff bezeichnet sind. In der Flurkarte von 1804 wird das ganze Gebiet als Wiesenhof bezeichnet, 1900 dagegen als Wiesenhöfe. Wisch, niederdeutsch = Wiese. Hoff, niederdeutsch = Hof. Höfen, niederdeutsch = Höfe. Die Hufner und Kätner leisteten sich zusammen jeweils einen Hirten für Kühe, einen für Schweine und einen für Schafe. Der Kuhhirte trieb die Kühe morgens aus dem Dorf, um sie an guten Stellen weiden zu lassen, und trieb sie abends wieder zurück. Jeder Hufner und Kätner besaß jeweils eine umzäunte Wiese, auf der die Kühe die Nächte verbrachten. Diese Wiesen wurden Wiesenhöfe genannt. Sie lagen aneinander, damit der Hirte es leicht hatte, die Kühe abzuholen und wiederzubringen. Die Wiesenhöfe lagen am Dorfbach, der durch den Dorfteich über die heutige Langenhorner Chaussee an den Wiesenhöfen vorbeifloss, um sich weiter südwestlich mit der Moorreye, dem heutigen Raakmoorgraben zu vereinen. Die Wiesenhöfe lagen zwischen dem alten Dorf, auch Achterort (niederdeutsch für Hinterort) genannt, mit den drei ältesten Hufen und der Langenhorner Chaussee, an der sich die anderen vier Hufen und vier Katenstellen befanden. Der Achterort lag 300 bis 400 Meter westlich der Langenhorner Chaussee und südlich vom Rodenkampweg. |                 |
| Wittekopsweg (Lage)              | W333               | 0595                   | Nach der Familie Wittekop, die von 1538 bis 1615 die Hälfte Langenhorns besaß, oder nach einem der Familienmitglieder                                                | 1938 (6. Oktober)    | Davor Weg 166 und ab dem 25. November 1903 Teil des Rodenkampweg. Teilaufhebung: 28. März 1967. 1538 starb der Hamburger Bürgermeister Albert Westede, der halb Langenhorn besaß. Er vererbte diese Hälfte seiner Tochter Cäcilie, die Hinrich Wittekop geheiratet hatte. Hinrich Wittekop wurde 1563 Oberalter der Hauptkirche St. Jacobi und verstarb 1565. Albert Wittekop, ein Sohn beider, wurde Eigentümer der Hälfte Langenhorns, 1597 Jurat, 1602 Oberalter der Hauptkirche St. Jacobi und Hundertmann, 1607 Präses der Oberalten und 1613 Leichnamsgeschworener. Er starb Ende 1614. Die Erben, seine Witwe Engel Wittekop, geb. Tamme, und ihre Kinder verkauften am 9. April 1615 die Hälfte Langenhorns an das Hospital St. Jürgen (St. Jürgen, niederdeutsch für St. Georg), das die andere Hälfte besaß. Mehrere Quellen geben an, dass der Oberalte Johann Wittekop Namensgeber war, aber es gab keinen Oberalten Johann Wittekop. Johann Wittekop, der Bruder Alberts (1586 hielt er in der Hofmeisterei St. Georg ein Essen) „befreyete“ sich zu Magdeburg, wo er auch starb. Der in Wittekopsweg umbenannte Teil vom Rodenkampsweg ist mit Langenhorner Chaussee und der Tangstedter Landstraße eine der ältesten drei Straßen in Langenhorn. Er verband gegenüber der Einmündung der Tangstedter Landstraße die Langenhorner Chaussee mit dem Achterort (auch Hinterort oder altes Dorf), wo die ältesten drei Hufen mit den dortigen zugehörigen Altenteiler- und Tagelöhnerkaten standen. Der Achterort lag 300 bis 400 Meter westlich der Langenhorner Chaussee und südlich vom Rodenkampweg. Das Teilstück ist inzwischen verkehrsberuhigt. Eine Ein- oder Ausfahrt an der Stelle der Langenhorner Chaussee ist nicht mehr möglich. | Bilder          |
| Wollgrasweg (Lage)               | W385               | 0290                   | nach dem gleichnamigen Wollgras | 1940 (11. Februar)   | |                 |
| Wördenmoorbrücke (Lage)          | –                  | 0055                   | nach Lage und Funktion | 1960 (15. Juli)      | Die Brücke führt im Zuge des Wördenmoorwegs über die Gleise der U-Bahn und den parallel dazu verlaufenden Bornbach. Die Schmiedearbeit von 1964 des nördlichen Geländers stammt von Ernst Hanssen und zeigt zwei balzende Auerhähne. | weitere Bilder  |
| Wördenmoorweg (Lage)             | W362               | 1195                   | nach einem Flurnamen | 1903 (25. November)  | Davor Weg 357, Weg 360 und Weg 370. Ausbau: 20. Mai 1920. Auf der Flurkarte von 1804 sind Flurstücke eingezeichnet, die als Wördenmoor bezeichnet sind. Die südlich anliegenden Flurstücke sind als Wörden bezeichnet. Auf der Flurkarte von 1750 werden diese Flurstücke Wöhren genannt, nördlich liegen jedoch keine Flurstücke an, und es ist dort auch kein Moor eingezeichnet. Wöhren, Wören, Wöhrden oder Wörden sind wie die Worth oder Wort (siehe Kohrswort) eingezäunte Äcker oder Weiden, oder auch höhergelegene Äcker. Das Hamburger Adressbuch ging unter anderem 1941 davon aus, dass die Straße nach dem ehemals dort gelegenen Wördenmoor benannt wurde. | Bilder          |
| Wörenstieg (Lage)                | W363               | 0145                   | nach dem Flurnamen Wören | 1948 (26. Januar)    | Davor Wörden, dann ab ca. 1940 Wördenstieg. Beim Verkauf der Hufe I wurden 1688 die zugehörigen Ackerstücke genannt. Fünf Ackerstücke befanden sich Auf den Wören. In der Flurkarte von 1750 sind vier aneinanderliegende Flurstücke jeweils als Wöhren bezeichnet. 1767 baute sich der Anbauer Hans Timm dort an. In der Flurkarte von 1804 sind dort Flurstücke eingezeichnet, die als Wörden bezeichnet sind. 1856 wurden die Flurstücke auch Wöhrden genannt. Wöhren, Wören, Wöhrden, Wöhrden oder Wörden sind wie die Worth oder Wort (siehe Kohrswort) eingezäunte Äcker oder Weiden, oder auch höhergelegene Äcker. |                 |
| Wrangelkoppel (Lage)             | W396               | 0985                   | nach einem Flurnamen | 1933 (30. April)     | Ausbau: 7. April 1935, Verlängerung durch Umbenennung und Ausbau des alten Schierenkamp und der Verlängerung zum Krohnstieg 14. August 1964. In der Flurkarte von 1804 ist das Flurstück Wrangel Koppel eingezeichnet. In der Flurkarte von 1750 ist an der Stelle ein namenloses Flurstück eingezeichnet. Wrang, niederdeutsch = sauer. Koppel = umzäunte Weide. Das sauer kann sich auf den Bewuchs oder den Boden beziehen. Möglicherweise wuchsen dort Sauergrasgewächse, sodass die Koppel als Saure Koppel bezeichnet wurde. 1926 wurde auf den Flurstücken Wrangel Koppel und Neuen Kamp an der östlichen Seite der Straße Wrangelkoppel eine Baumschule angelegt, die heute noch existiert. | weitere Bilder  |
| Wrietkamp (Lage)                 | W400               | 0400                   | in Anlehnung an einem Flurnamen | 1935 (26. Oktober)   | In der Flurkarte von 1750 ist ein Flurstück als Wrieet Reeht eingezeichnet. An der Stelle befindet sich auf der Flurkarte von 1804 das Flurstück Wrietreye. Die Straße Wrietkamp befindet sich im Flurstück Wrietreye. Der Wrietreyegraben, der das Flurstück Wrietreye durchläuft, mündet etwas westlicher in die Tarpenbek. Wriet, niederdeutsch = Gestrüpp, Wurzelwerk. Reeht = Reet, Schilfrohr. Reye = Rinne, Bach. Kamp = Acker, Weide. Lat.: Campus = Feld. |                 |
| Wulffsblöcken (Lage)             | W409               | 0300                   | nach einem Flurnamen | 1942 (8. Mai)        | Davor ab 1910 Teilstück vom Reckkamp (umbenannt in Reekamp). Teilaufhebung: 21. Dezember 1965. In der Flurkarte von 1750 sind zwei weit auseinanderliegende Flurstücke mit dem Namen Wulfs Blöck eingezeichnet. Das eine liegt in der Gegend der heutigen Straße Wulffsblöcken und das andere östlich der heutigen Tangstedter Landstraße, unweit der Grenze zu Hummelsbüttel, zwischen den Flurstücken Höpen Camp und Korten Camp. 1900 wurden sie jeweils oder eins davon Wulfsblöcke genannt, und 1909 in Hinblick auf das Jahr 1750 beide jeweils Wulffsblöcke. Ab den 1590er Jahren sind unter anderem die Namen der Hufner, Kätner, Brinksitzer und Anbauern in Langenhorn bis 1802 erfasst, jedoch ist der Name Wulf oder Wulff nicht dabei. Möglicherweise hat der Wolf (niederdeutsch = Wulf) mit der Namensgebung der Flurstücke zu tun, oder es gab vorher einmal ein Landeigentümer mit den Namen. Eine Quelle gibt an, dass die Bauernfamilie Wulff, die im Dezember 1845 von Bergstedt nach Langenhorn kam, Namensgeber der Straße ist, doch ist das Flurstück viel älter. Der Landwirt C. I. Wulff ist im Hamburger Adressbuch bis 1904 unter der Adresse Weg 351 (umbenannt in Reckkamp, dann in Reekamp) eingetragen und von 1905 bis 1911 unter der Adresse Wördenmoorweg. Möglicherweise wurde vielleicht angenommen, dass das Flurstück nach seiner Familie benannt wurde, die aber nichts damit zu tun hat. Blöcken sind Feldstücke, die nicht mit anderen Ackerstücken zusammen bearbeitet werden können. | Bilder          |
| Wulffsgang (Lage)                | W411               | 0140                   | nach der Langenhorner Bauernfamilie Wulff | 1942 (8. Mai)        | Benannt nach der Langenhorner Bauernfamilie Wulff oder in Anlehnung an den Namen der Straße Wulffsblöcken. Siehe Wulffsblöcken. | Bilder          |
| Wulffsgrund (Lage)               | W412               | 0430                   | nach der Langenhorner Bauernfamilie Wulff | 1952 (3. März)       | Davor Tarfenbööm Nebenweg 1. Benannt nach der Langenhorner Bauernfamilie Wulff oder in Anlehnung an den Namen der Straße Wulffsblöcken. Siehe Wulffsblöcken. | weitere Bilder  |
| Wulffstwiete (Lage)              | W413               | 0185                   | nach der Langenhorner Bauernfamilie Wulff | 1942 (8. Mai)        | Benannt nach der Langenhorner Bauernfamilie Wulff oder in Anlehnung an den Namen der Straße Wulffsblöcken. Siehe Wulffsblöcken. Twiete = schmaler Weg. | weitere Bilder  |
| Wulksfelder Weg (Lage)           | W416               | 0370                   | Wulksfelde, Ortsteil der Gemeinde Tangstedt im Kreis Stormarn in Schleswig-Holstein                                                                                  | 1952 (14. Juli)      | Davor Tangstedter Landstraße Nebenweg 11. Motivgruppe: „Orte nördlich von Hamburg“. |                 |
| Zeppelinstraße (Lage)            | Z014               | 2125 (im Stadtteil)    | Ferdinand von Zeppelin (1838–1917), Entwickler des nach ihm benannten Luftschiffes                                                                                   | 1927                 | Verlängerung durch den Langenhorner Teil 3. Juni 1999. 1927 lag die Grenze zu Fuhlsbüttel noch etwas weiter südlicher, sodass ein Stück der Straße anfangs in Langenhorn lag. Am 1. April 1938 wurde die Grenze zu Fuhlsbüttel im Rahmen des Groß-Hamburg-Gesetzes an die heutige Stelle, an dem Bach Raakmoorgraben verlegt, sodass die nördliche Zeppelinstraße nun ganz oder fast ganz in Fuhlsbüttel lag. Am 3. Juni 1999 wurde die neue Langenhorner Teilstrecke eröffnet, von der die nördlichen Enden, die in den Krohnstieg und in die Niendorfer Straße münden, in Norderstedt liegen. Der südliche Teil, bis zur Alsterkrugchaussee, befindet sich in Fuhlsbüttel. Der unterirdische Teil, der die Alsterkrugchaussee unterquert und in die an der Alsterkrugchaussee beginnende Sengelmannstraße ca. in der Höhe des Weges Am Oortensiek mittig übergeht, liegt ab der Alsterkrugchaussee mit seiner nordwestlichen Hälfte in Ohlsdorf und mit seiner südöstlichen Hälfte in Alsterdorf. Seit dem 16. Mai 2000 ist sie Teil der Bundesstraße 433. Der 10. Längengrad (Meridian) östlicher Länge (10° Ost) durchquert den Langenhorner Teil der Zeppelinstraße. Am 10. Januar 1911 wurde die Hamburger Luftschiffhallen GmbH (HLG) auf dem heutigen Flughafengelände gegründet. Im Januar 1912 wurde der Luftschiffhafen auf rund 45 Hektar in Betrieb genommen. Zunächst wurde der Flughafen vor allem von Luftschiffen genutzt. Im Jahr 1913 wurde die Fläche auf rund 60 Hektar ausgedehnt, wobei der nördliche Bereich, mit der Luftschiffhalle, den Luftschiffen vorbehalten war, und der südöstliche Teil den Flugzeugen. Der erste Zeppelin, der den Flughafen anlief, war LZ 10 „Schwaben“. Der erste dort stationierte Zeppelin war LZ 14, das erste Militärluftschiff der Kaiserlichen Marine, das die Bezeichnung L 1 erhielt. Am 9. September 1913 um 13 Uhr 30 startete es zu seiner Unglücksfahrt. Ein Gedenkstein erinnerte lange Zeit in Langenhorn an das Luftschiff und die verstorbenen Besatzungsmitglieder. Nach dem Ersten Weltkrieg wurde 1921 die Luftschiffhalle entfernt. Die Flugzeuge bestimmten fortan auf dem Flughafen allein das Geschehen. |                 |
| Zum Ausspann (Lage)              | Z091               | 0085                   | nach einem Ort zum Ausspannen von Nutztieren aus Pflügen und Kutschen.                                                                                               | 2010 (19. Oktober)   | Als Ausspann wurden aber auch Gasthäuser an Handelsstraßen genannt, die Raum zur Unterbringung von Pferden und Wagen der Reisenden boten. |                 |